# Panhard
Pour les articles homonymes, voir Panhard (homonymie).
Cet article possède un paronyme, voir Quai Panhard-et-Levassor.
Panhard & Levassor est le constructeur automobile français (à moteur à explosion) le plus ancien, surnommé « la doyenne des marques », créée en 1891, dont l'activité civile a été arrêtée en 1967, après sa reprise par Citroën. L'entreprise poursuit la production des véhicules militaires, essentiellement des blindés légers 4 × 4, produits en France dans deux usines à Marolles-en-Hurepoix (Essonne) et Saint-Germain-Laval (Loire). Prenant le nom de Panhard Defense en 2012, elle est rachetée par Renault Trucks Defense et absorbée par Arquus en 2018.

## Histoire de Panhard & Levassor
Vers 1800, le Breton François-René Panhard vint à Paris travailler comme sellier, puis comme carrossier. Son fils Adrien Panhard développa les affaires et se lança, avec succès, dans la location de voitures hippomobiles.
Le fils d'Adrien, René Panhard, fit l'École centrale de 1861 à 1864 et entra comme cadre à la Société Perin, machines à bois.
Jules Périn, découpeur de bois chez les Meubliers du Faubourg, déposa, en 1845, le brevet d'un guide-lame de scie, et devint fabricant de machines à bois de divers types : scies, dégauchisseuses, mortaiseuses… En 1867, Perin s'associa avec René Panhard, pour fonder la Perin, Panhard & Cie.
René Panhard fit appel, en 1872, à l'ingénieur Émile Levassor, son condisciple de l'École centrale, qui devient actionnaire de la Périn, Panhard & Cie à 10 %. Ils s'intéressèrent aux moteurs à gaz à partir de 1875 et leur production en série débuta l'année suivante. Le représentant pour la France des moteurs à pétrole Gottlieb Daimler, Édouard Sarazin, entra en contact avec Émile Levassor. Ce dernier épousa en 1890, Louise Sarazin, veuve d'Édouard Sarazin et commença la production sous licence des moteurs Daimler puis la construction de voitures à pétrole. En 1886, à la mort de Jules Perin, Émile Levassor entre dans le capital de l'entreprise, qui prend une nouvelle raison sociale : « Panhard & Levassor ».
Le 11 septembre 1890, Levassor écrit à Gottlieb Daimler en lui demandant de venir le rejoindre à Paris, pour voir la voiture à quatre places qu'il venait de mettre au point et le quadricycle qu'Armand Peugeot venait d'envoyer chez Panhard pour mise au point, car son fonctionnement était défectueux. Ce quadricycle, le premier fabriqué par l'entreprise Peugeot, fut finalement vendu par René Panhard le 9 juin 1891 à un Suédois après qu'il eut été mis au point par la maison Panhard & Levassor.
L'allumage par brûleurs fonctionnant irrégulièrement, Émile Levassor met au point l'allumage par incandescence, brevet déposé par Panhard & Levassor, le 24 août 1891. En novembre 1891 débute la production en série de trente automobiles Panhard & Levassor, dont cinq qui furent vendues la première année. L'industrie automobile était née.

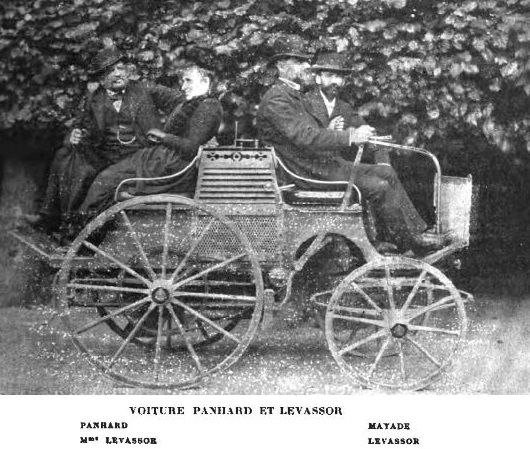
Panhard, Levassor et Mayade en 1892.
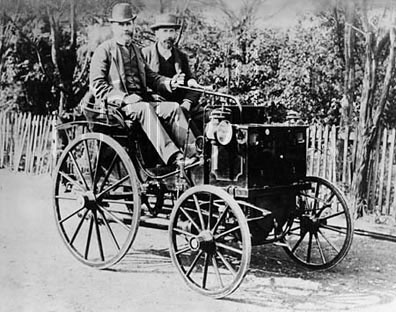
Véhicule Panhard-Levassor, vers 1890-1895.
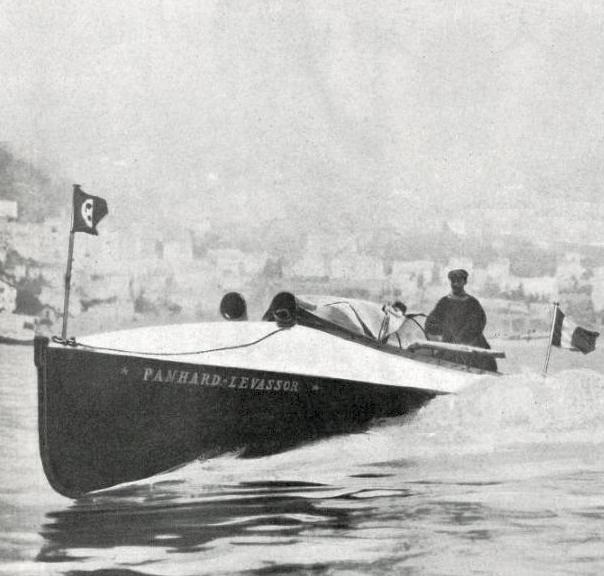
Victoire du canot automobile Panhard-Levassor du comte Robert de Vogüé au Championnat de la Mer annuel de Monaco en 1905.

Après le rachat par Citroën en 1965 de la société en difficultés, la production d'automobiles civiles cesse le 20 juillet 1967 ; la division des machines à bois Perin-Panhard a été vendue en 1952.

## Emblèmes de Panhard & Levassor

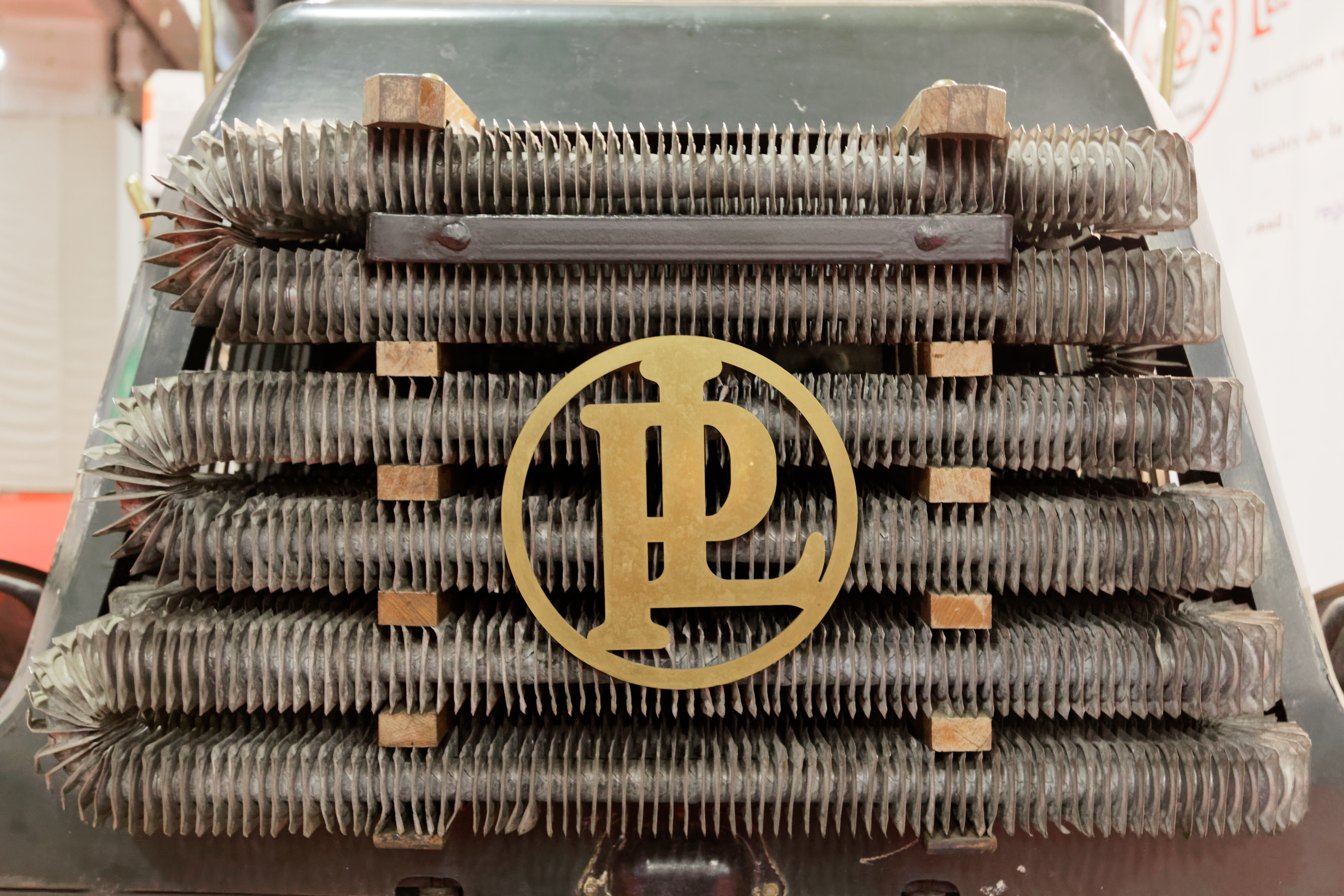
Logo de 1897.

Les carrossiers hippomobiles puis automobiles marquaient de leur nom ou de leur monogramme les cabochons des moyeux - ou cache-moyeux - de leurs voitures. Les premiers constructeurs de châssis automobiles conservèrent cette tradition. Cette marque de fabrique était assez discrète et il fallait se courber le dos pour la reconnaître. La réclame triomphante de la fin du XIXe siècle ainsi que la naissance de firmes concurrentes porta Panhard à se distinguer par l'apposition d'un monogramme cerclé mêlant les initiales des fondateurs Levassor et Panhard en un chiffre PL sur le radiateur et plus tard sur la calandre de leurs autos. Un monogramme de ce type était alors un emblème très banal, mais encore jamais vu sur une voiture, sinon sur les rares véhicules d'Amédée Bollée. Panhard-Levassor étant alors, avec de Dion-Bouton, le plus grand constructeur mondial et ses voitures se voyant partout dans les villes, de l'Angleterre à la Russie et jusqu'au Japon, le succès fut immédiat. Dans une France cocardière pavoisant à chaque fête ses bâtiments publics des emblèmes de la Troisième République, la ressemblance du monogramme « FR » de celle-ci avec le chiffre « PL » de Panhard en augmenta le retentissement. Le cerclage de ce logo avant la lettre fut flanqué d'un double « S » quand Panhard adopta le moteur Knight sans-soupape, puis fut évidé et coloré de rouge dans les années 1930.
Devant ce résultat enviable, les autres constructeurs s'empressèrent de faire de même et l'on vit fleurir pléthore de double D (Darracq), de RS (Rochet-Schneider), de RR (Rolls-Royce) et de TM (Turcat-Méry). D'autres concurrents ajoutèrent à leur nom en lettres de métal découpé des emblèmes figurés sur leurs calandre, comme la roue ailée de De Dion-Bouton ou le trèfle à quatre feuilles de Georges Richard.
Sa calandre particulière en coupe-vent fut un autre élément de l'identité visuelle de Panhard. Cette calandre fut inclinée et arrondie sur la Dynamic au style très « Louis XV » avant d'être abandonnée sur les modèles de l'immédiat après-guerre. Simultanément le nom « Panhard » était occulté par celui de « Dyna », considéré plus moderne, tandis que disparaissait aussi le monogramme PL. À cette époque Simca faisait de même avec le nom « Aronde ». Ce n'est qu'avec les dernières versions de la 17 en 1961 que le monogramme « PL » réapparut dans un écusson plastique du plus bel effet, pour s'éteindre en même temps que la production des 24 et de toute voiture de tourisme de la marque en 1967.
La société ne disparut pas pour autant, se concentrant sur ses véhicules militaires sous la houlette de Michelin/Citroën, Peugeot, Auverland (ex-Cournil), Renault Truck Défense (Volvo) puis Arquus. Cette société, Panhard Defense, utilisa un logo mêlant le chamois d'Auverland à une graphie inspirée de celle du nom « Panhard » sur ses réclames des années 1920 à 1950. Seule cette dernière est conservée actuellement.
Aux marques distinctives qu'étaient son nom, son chiffre, sa calandre et sa typographie, Panhard ajouta en 1933 un bouchon de radiateur en cimier de capot, comme s'en était développé l'usage chez ses concurrents. Cette mascotte fut nommée « l'Eclair ». Elle figurait la foudre en deux ailes d'un dessin très art déco. Elle fut posée sur les calandres puis les capots des Panhard jusqu'en 1954 avec sa version simplifiée sur la Dyna X. Elle ne fut pas reprise sur la très profilée Dyna Z où elle aurait détonné, et de toute façon les autorités interdirent la présence dangereuse de ces décors débordant sur les capots afin d'éviter d'aggraver les blessures d'un piéton en cas de heurt.

## Historique de la production automobile

### 1891-1918

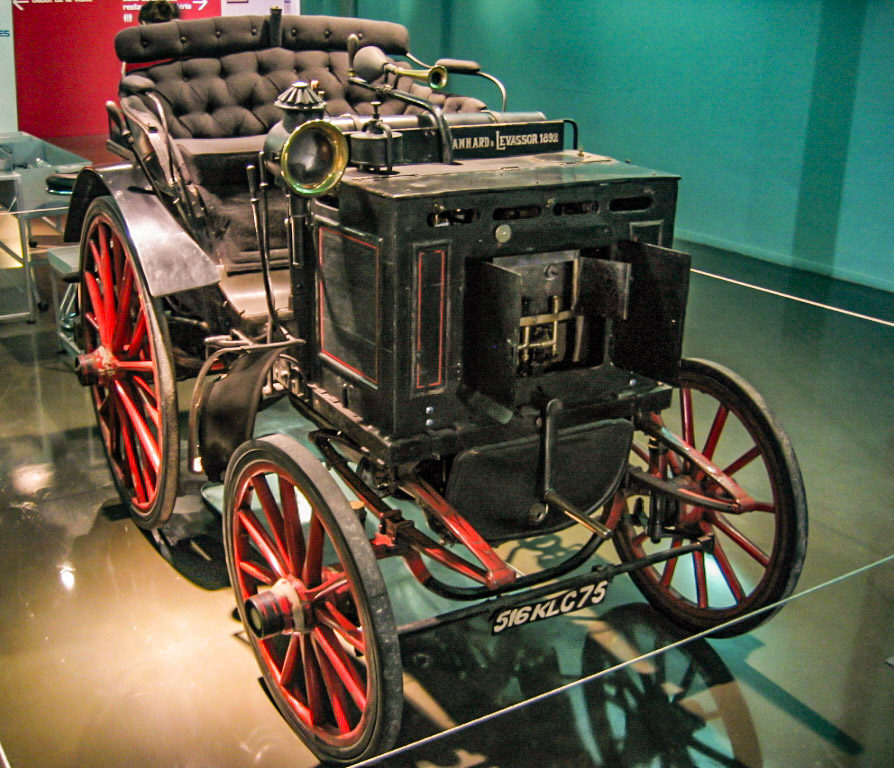
Panhard - Levassor Type P2D (1890-1896).

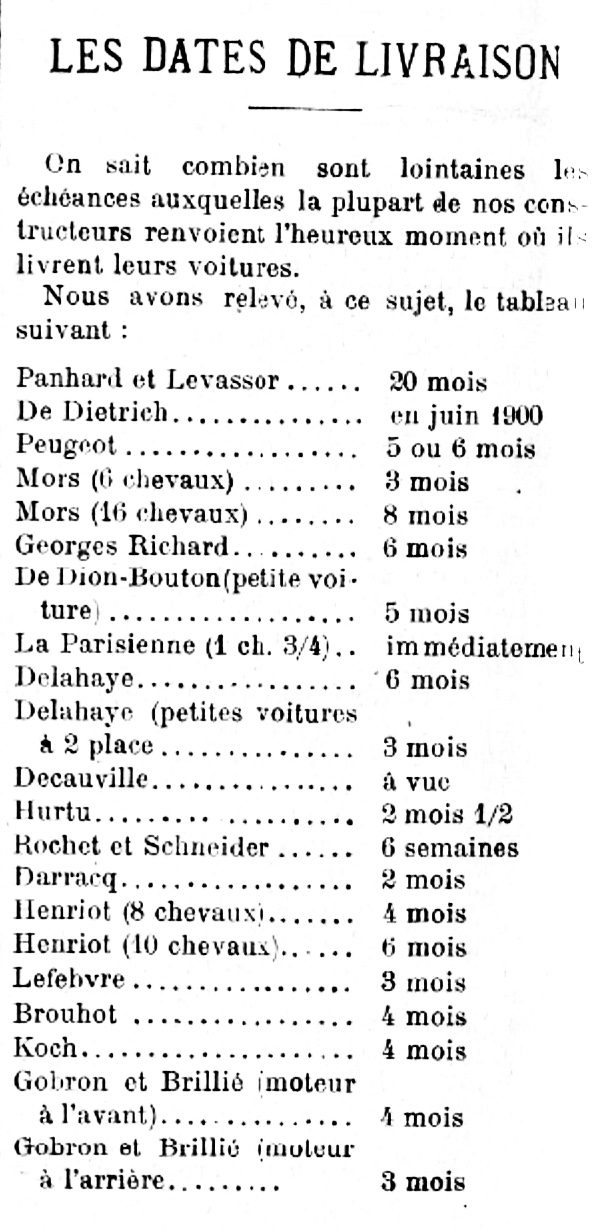
Délais de livraison des véhicules Panhard & Levassor par rapport à la concurrence (1899)

Panhard, de son nom complet Panhard & Levassor, est une société de construction d'automobiles française. Héritière de la société Périn-Panhard, elle fut établie en tant que constructeur d'automobiles en 1891, par les deux associés Louis-François-René Panhard et Émile Levassor, avec la participation de Louise Sarazin, veuve d'Édouard Sarazin, lors de l'ouverture de la première usine d'automobiles à pétrole au monde, au 16, avenue d'Ivry, dans le 13e arrondissement de Paris. C'est par la fabrication sous licence du moteur bi-cylindre Daimler que la maison Panhard & Levassor va commencer sa production de véhicules.
C'est à cette primauté industrielle dans la production de voitures automobiles à moteur à explosion que Panhard & Levassor doit son titre de marque doyenne, qui la place avant Carl Benz, Gottlieb Daimler ou Armand Peugeot. Les marques Bollée, de Dion-Bouton et Serpollet l'avaient précédée dans la production d'automobiles à vapeur. Panhard & Levassor devint un des premiers constructeurs d'automobiles du monde, derrière le meneur, de Dion-Bouton. À cette époque, toute automobile était un objet de luxe. Malgré la naissance de l'industrie de la voiture populaire avec Le Zèbre ou Citroën, Panhard conserva son orientation initiale jusqu'à l'Occupation. En 1894, Le Petit Journal (journaliste Pierre Giffard) lance un concours, ou « pseudo course », pour tout véhicule sans chevaux, entre Paris et Rouen : Peugeot arrive en tête avec deux véhicules, Panhard, troisième, après le déclassement du comte De Dion-Bouton.

Pinson en février 1900, sur Panhard 16 hp M4I 4.4 l.

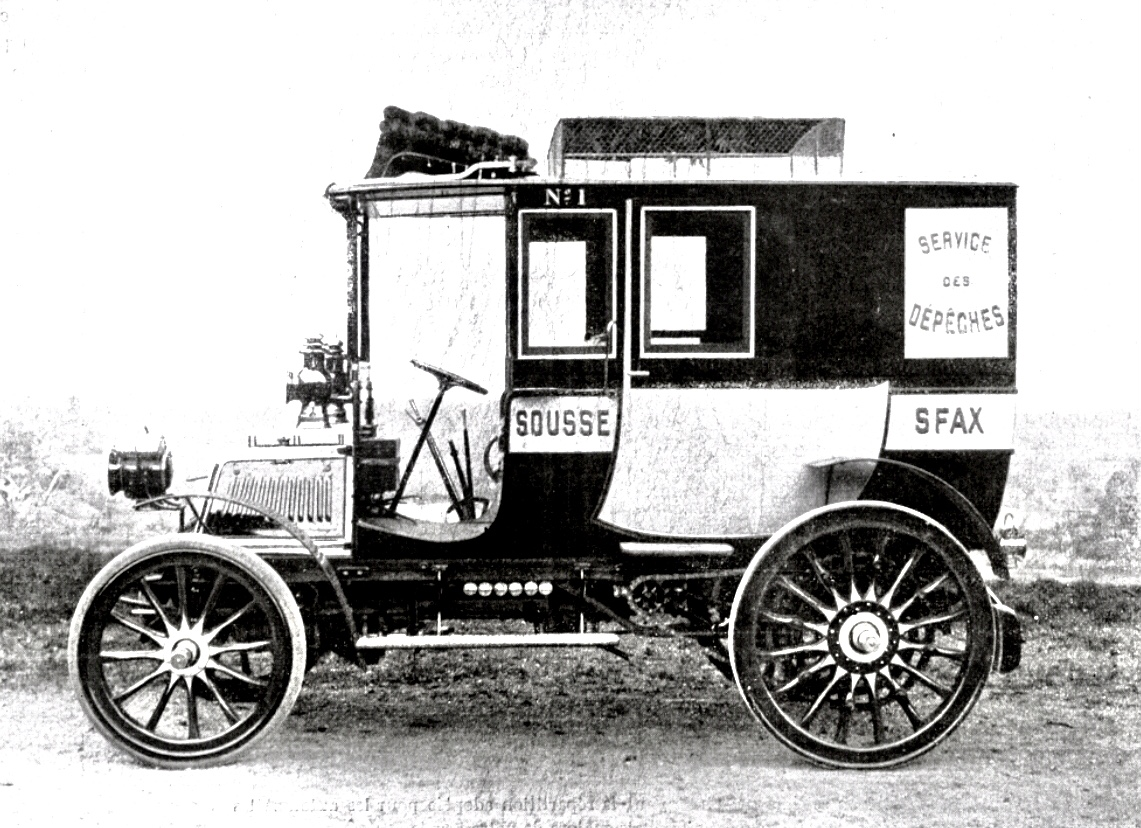
Panhard et Levassor 12hp
bureau de poste en Tunisie ; Transport de passagers et de colis.(1901)

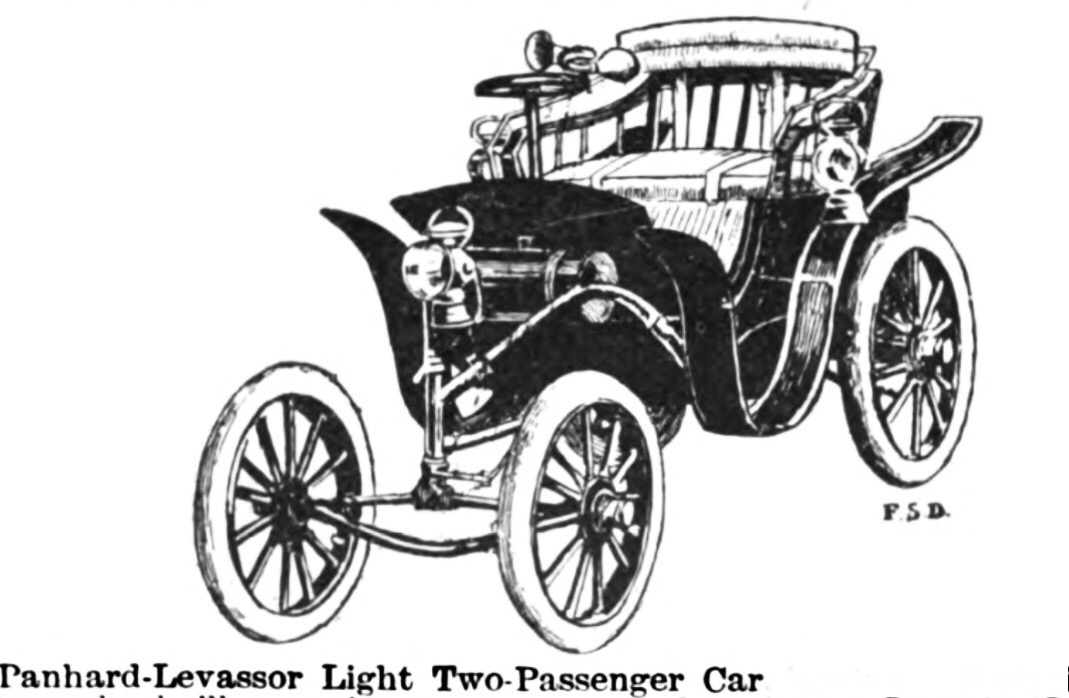
Panhard & Levassor (1902).

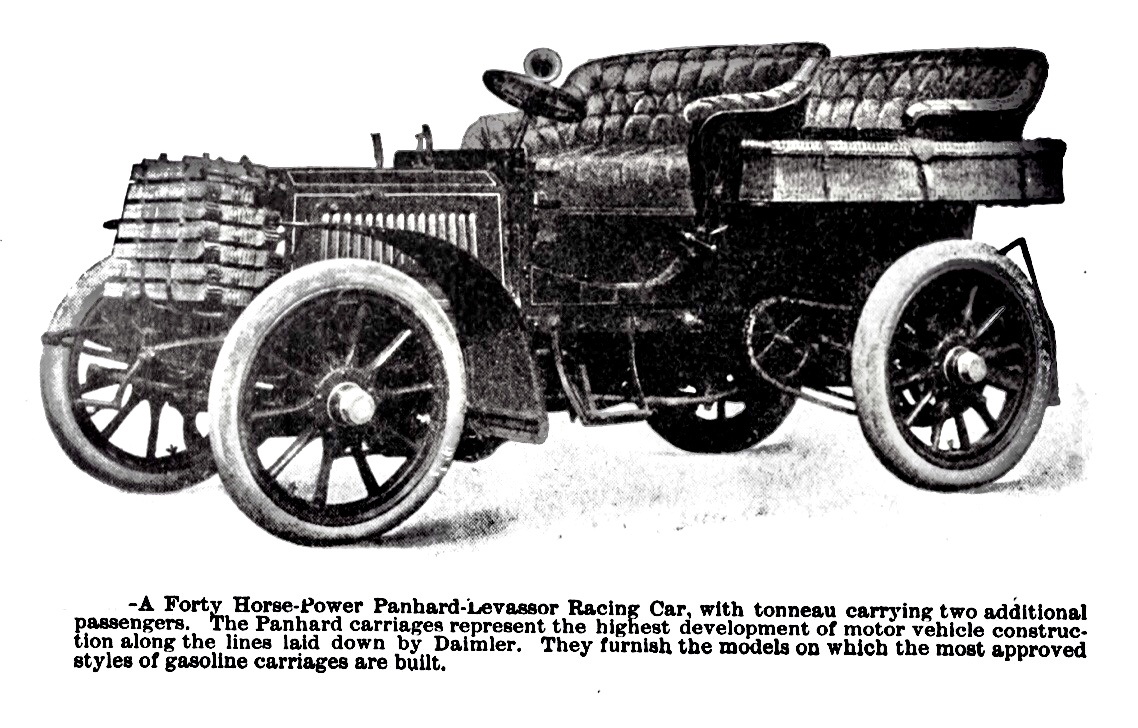
Panhard-Levassor 40 HP (1903)

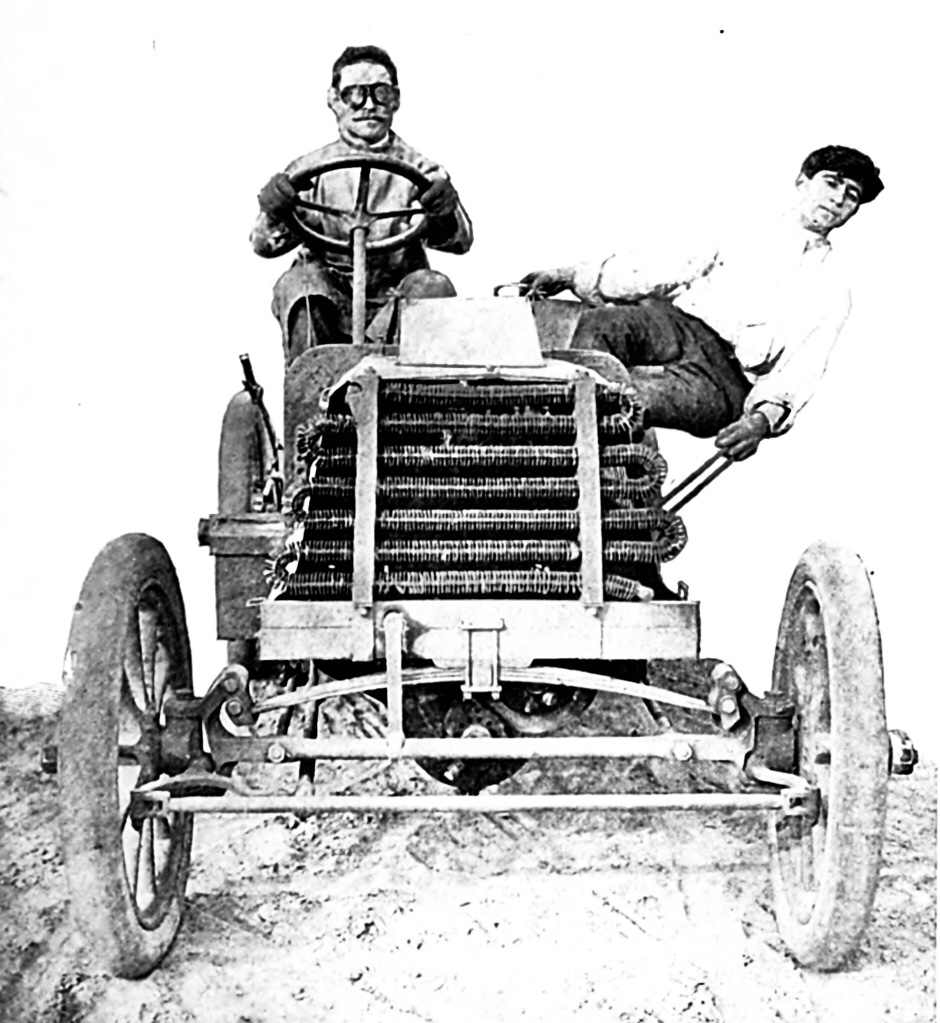
Panhard 35 HP (1903)

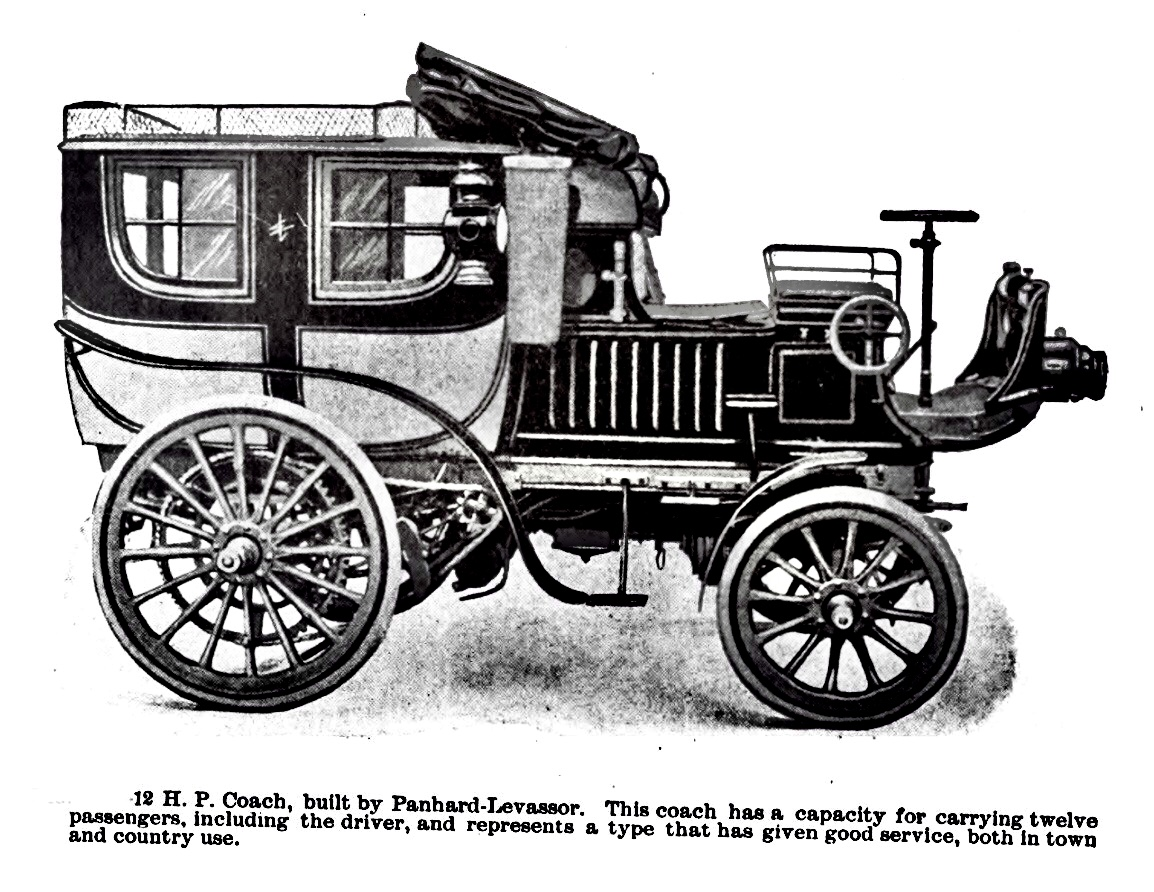
Panhard & Levassor Omnibus (1903)

En 1895, la marque s'illustre en étant la plus rapide de la course Paris-Bordeaux-Paris, 1 200 km en 49 h. Un monument commémore cet évènement à la première course d'automobiles au monde, il se situe à Paris, dans le jardin de la place de la Porte Maillot, en face du Palais des congrès. La 6hp gagne Paris-Dieppe et Paris-Marseille avec Hourgières en 1897, puis Paris-Bordeaux avec René de Knyff et enfin Marseille-Nice en 1898 avec Charron. En 1900 et 1901, des Panhard s'imposent lors des deux premières coupe Gordon Bennett. En 1904, la marque remporte également la première Coupe Vanderbilt, à Long Island, et son vainqueur le Parisien d'adoption George Heath obtient - a posteriori - le titre de champion d'Amérique de course automobile. Durant les douze premières années de la compétition automobile sur route, Panhard est le constructeur engrangeant largement le plus de victoires, avec un gros quart des succès obtenus dans les épreuves alors offertes aux quatre roues motorisées. Mais, Outre-Atlantique, le bilan est maigre pour des pilotes locaux, Joe Tracy seul obtenant quelques résultats en courses en 1903.

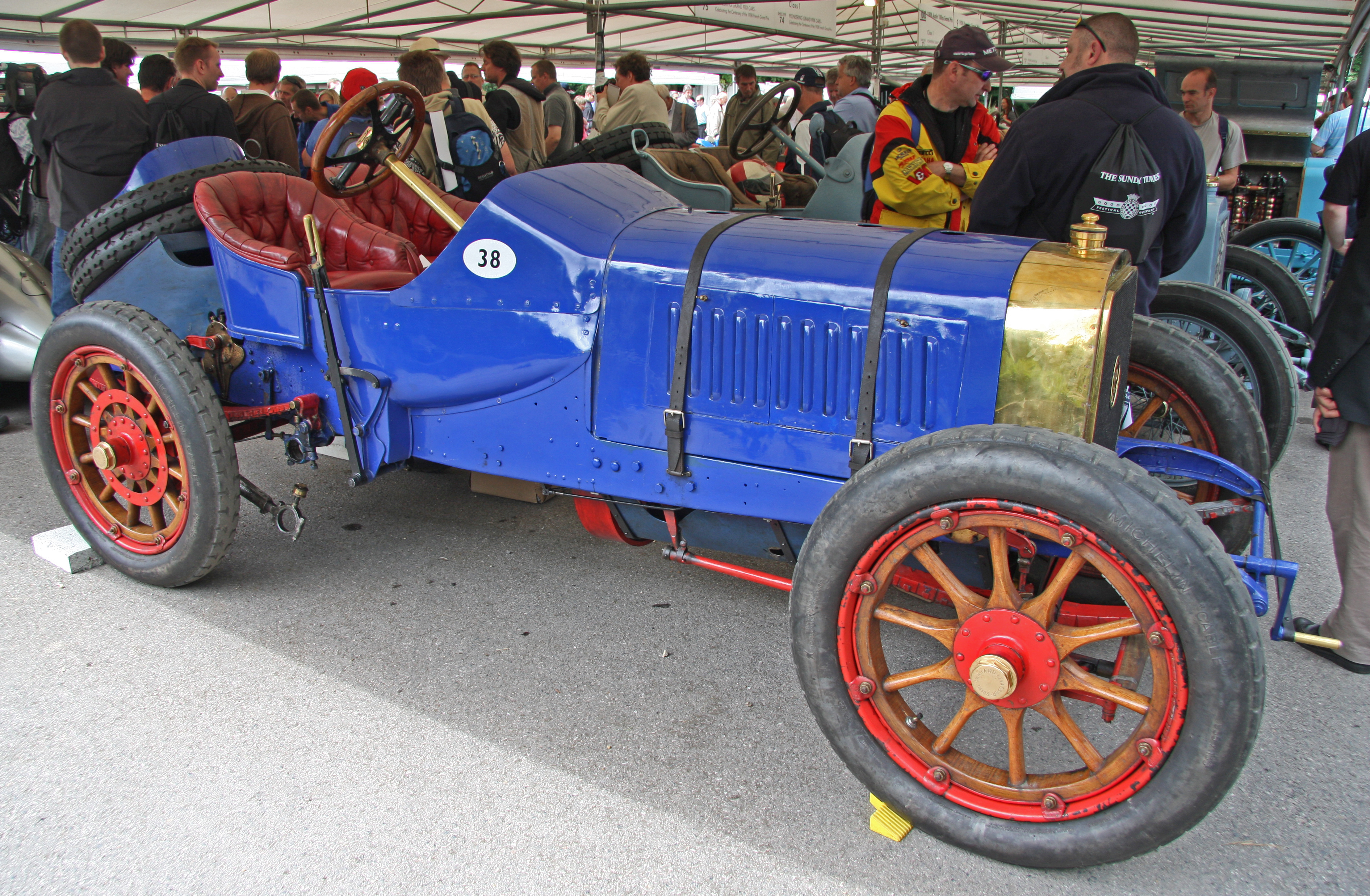
La Panhard Grand Prix 13.0 l 4I de 1908 (exposée ici en 2008).

Après la mort d'Émile Levassor en 1897 — qui décède des conséquences de ses blessures lors d'un accident à la course Paris-Marseille —, Panhard & Levassor diminue lentement sa participation aux compétitions sportives avant de l'interrompre totalement en 1908 à la suite d'un drame au Grand Prix de Dieppe qui entraine le décès d'Henri Cissac. Depuis plusieurs années déjà le palmarès des Panhard avait pâli devant la concurrence des Peugeot, Mors, Richard-Brasier ou Darracq. La marque, qui pourtant avait pour la première fois engagé trois véhicules dans ce Grand Prix de l'ACF, va se concentrer désormais sur la production de camions et de voitures de luxe. Ces prestigieuses voitures figuraient dans le peloton de tête de cette catégorie, en France, aux côtés des Amédée Bollée, Delaunay-Belleville, Hispano-Suiza, Delage ou Voisin. Arthur Krebs succède à Levassor et sera le directeur de la marque de 1897 à 1916. Entre 1901 et 1903, Henri Jeannin est le fabricant de la marque en Allemagne. Avant la Première Guerre mondiale, Panhard est le premier constructeur français, loin devant Renault.
Dès avant le conflit de 1914-1918, Panhard & Levassor lie des contacts étroits avec le ministère de la Guerre grâce à Krebs, ancien militaire. Panhard & Levassor va participer à l'effort de guerre et va demeurer l'un des grands fournisseurs de l'armée, encore jusqu'à nos jours.

### L'ère des sans-soupape: 1910-1940

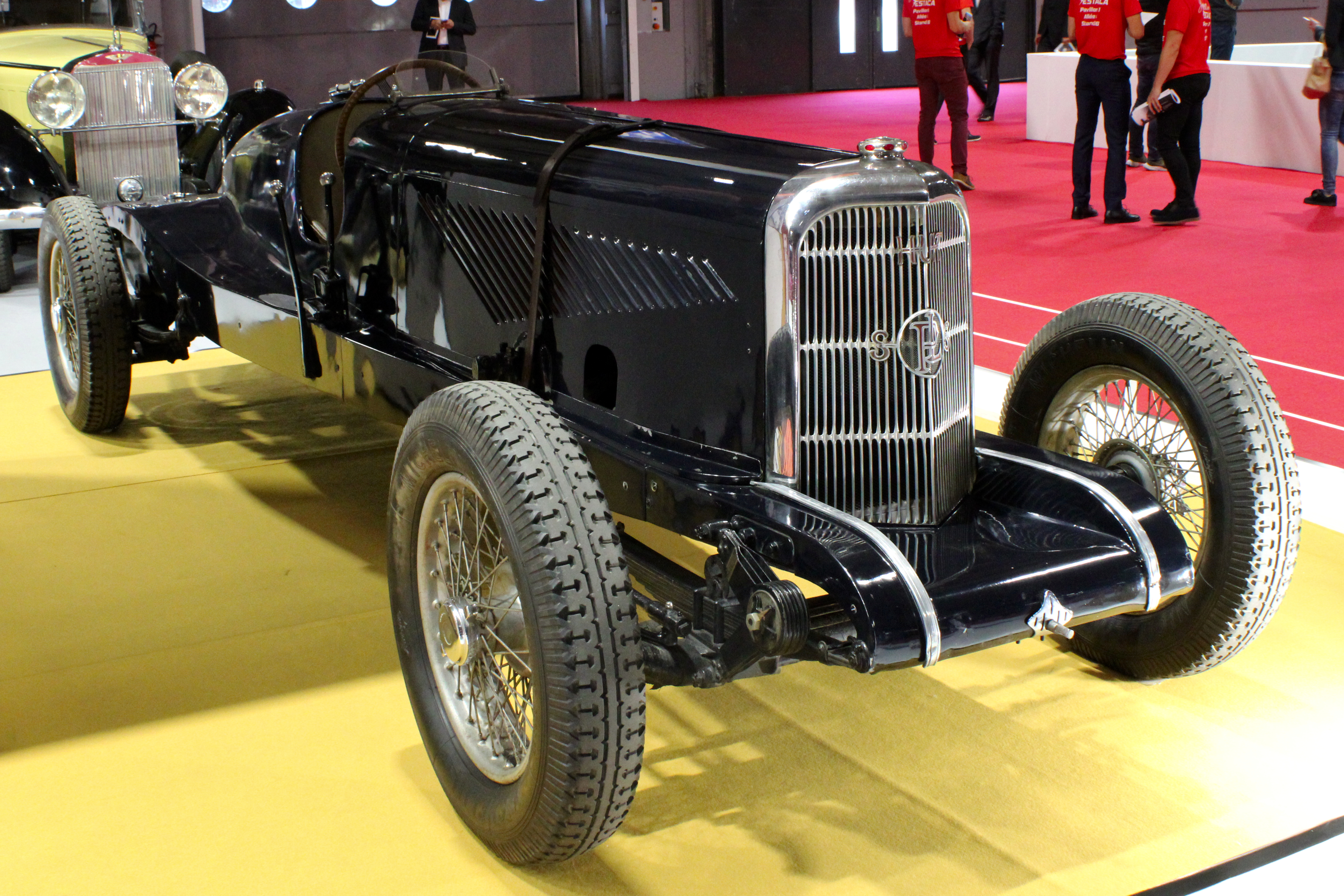
Panhard 35 CV modifiée, propriété de George Eyston en 1926 et qui établit avec le record du monde de l'heure en février 1934 (214.64 kilomètres parcourus, à Montlhéry).

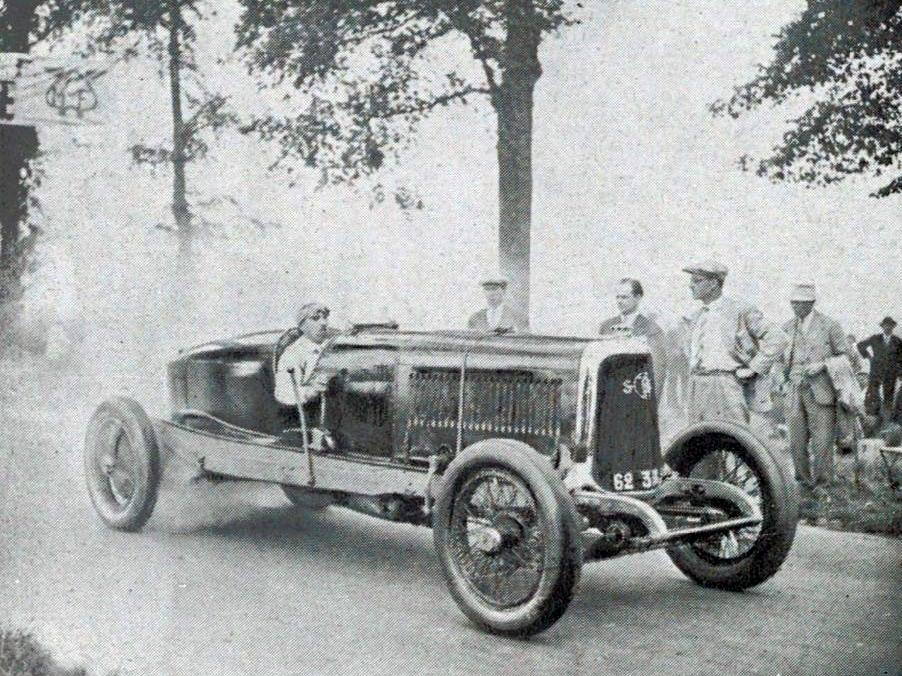
Michel Doré sur Panhard 8 cylindres, en août 1930 au Meeting des records du M.C.F. à Arpajon (RM de catégorie sur le kilomètre et le mille lancés, à plus de 222 km/h).

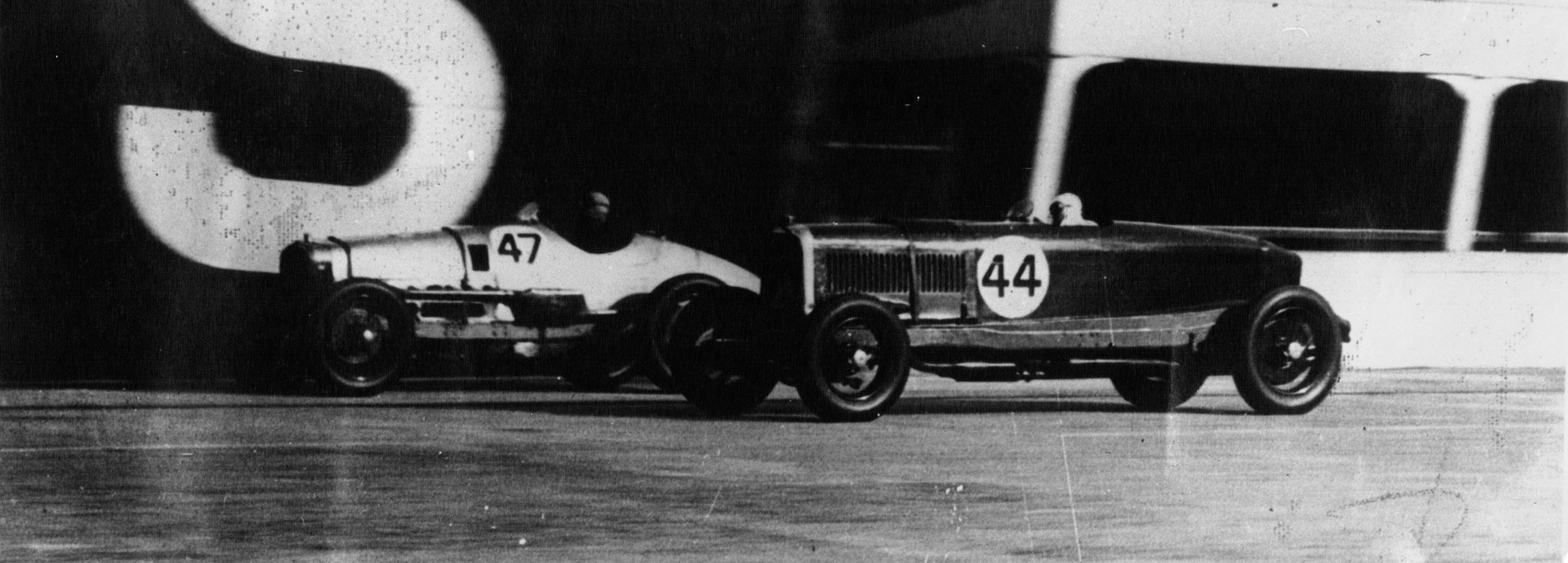
G. Eyston de nouveau, deuxième du premier British Empire Trophy en 1932, sur Panhard 8C cette fois.

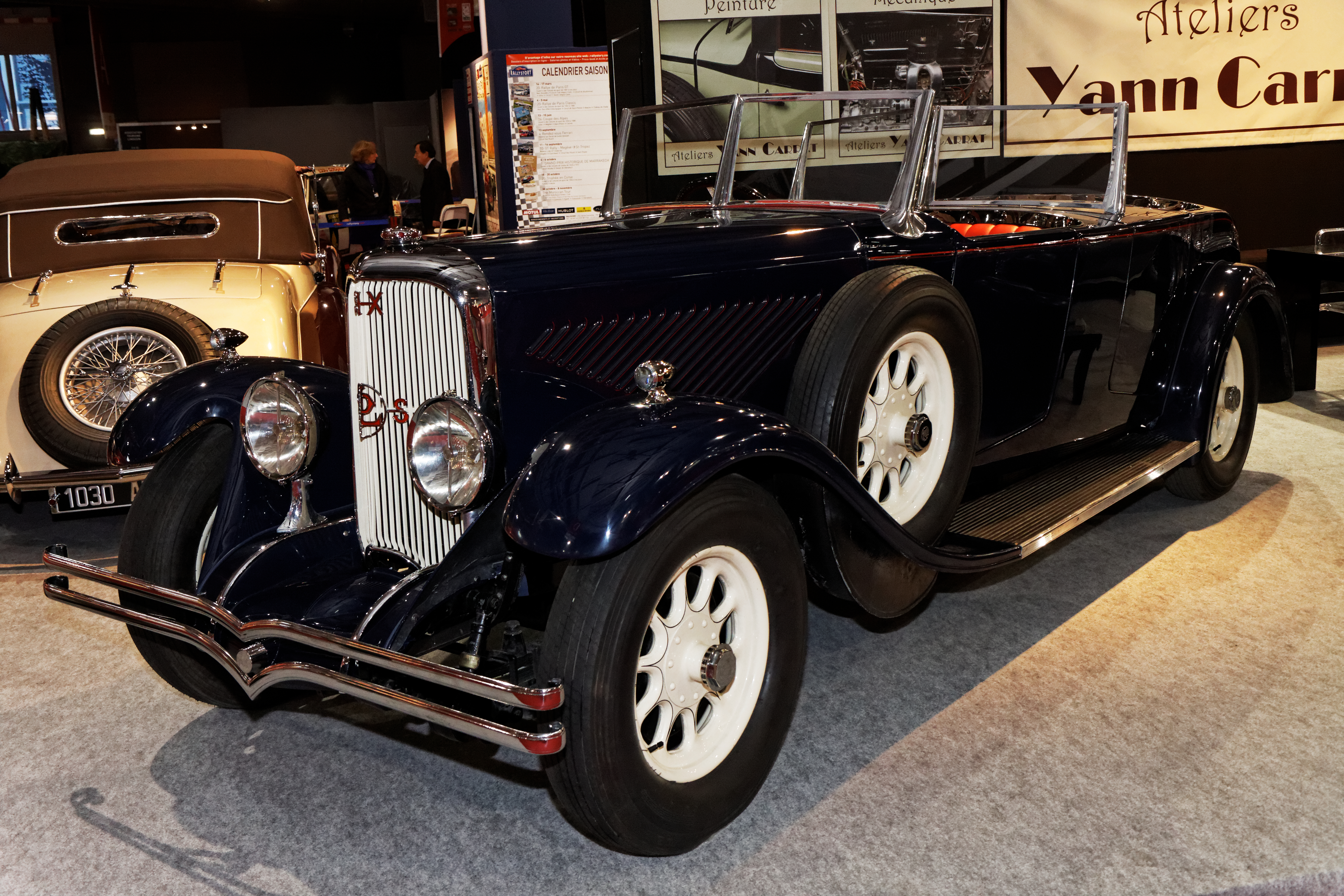
Panhard X66 cabriolet de 1932.

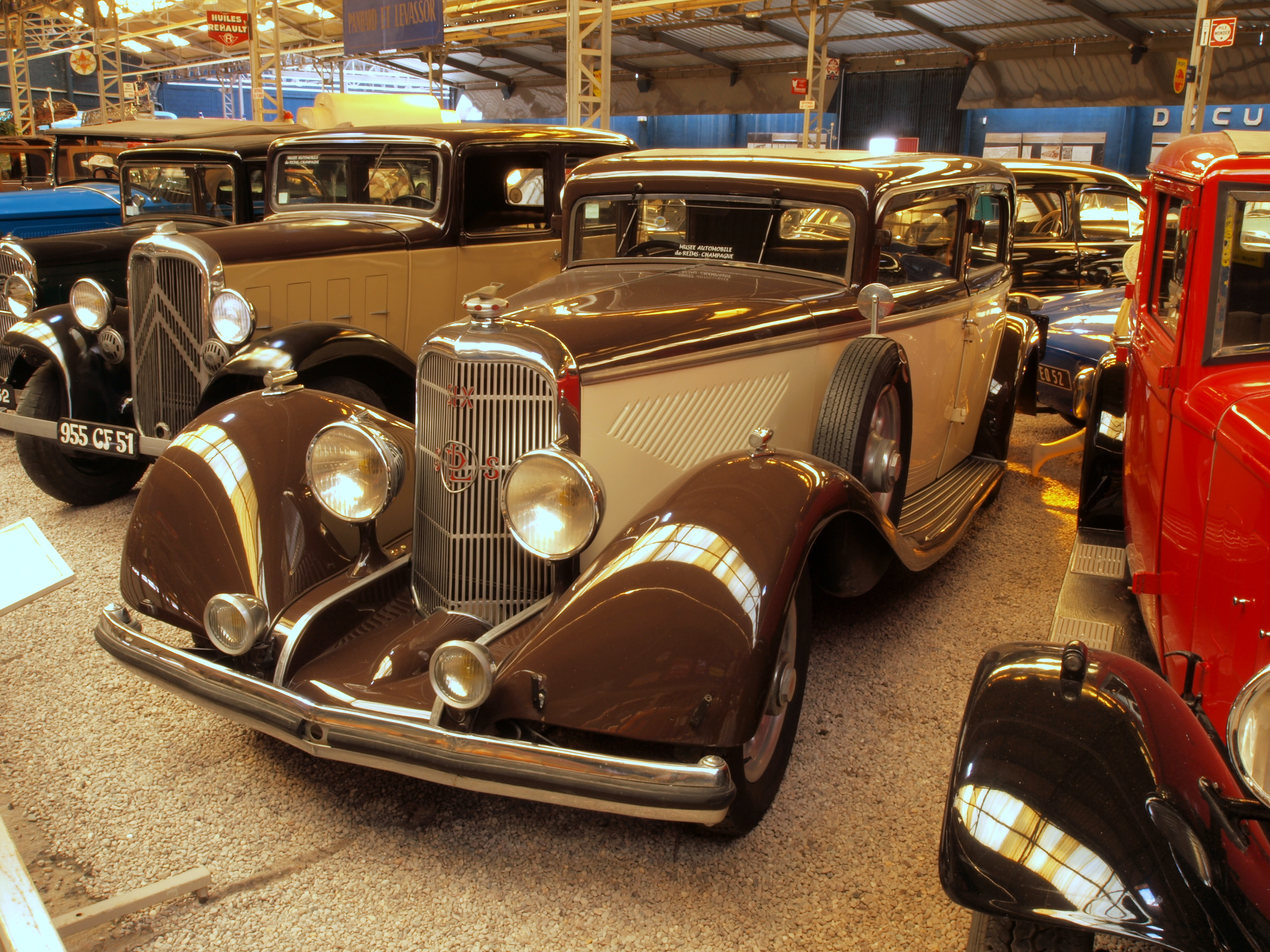
Panhard et Levassor 6CS (X72) 1933.

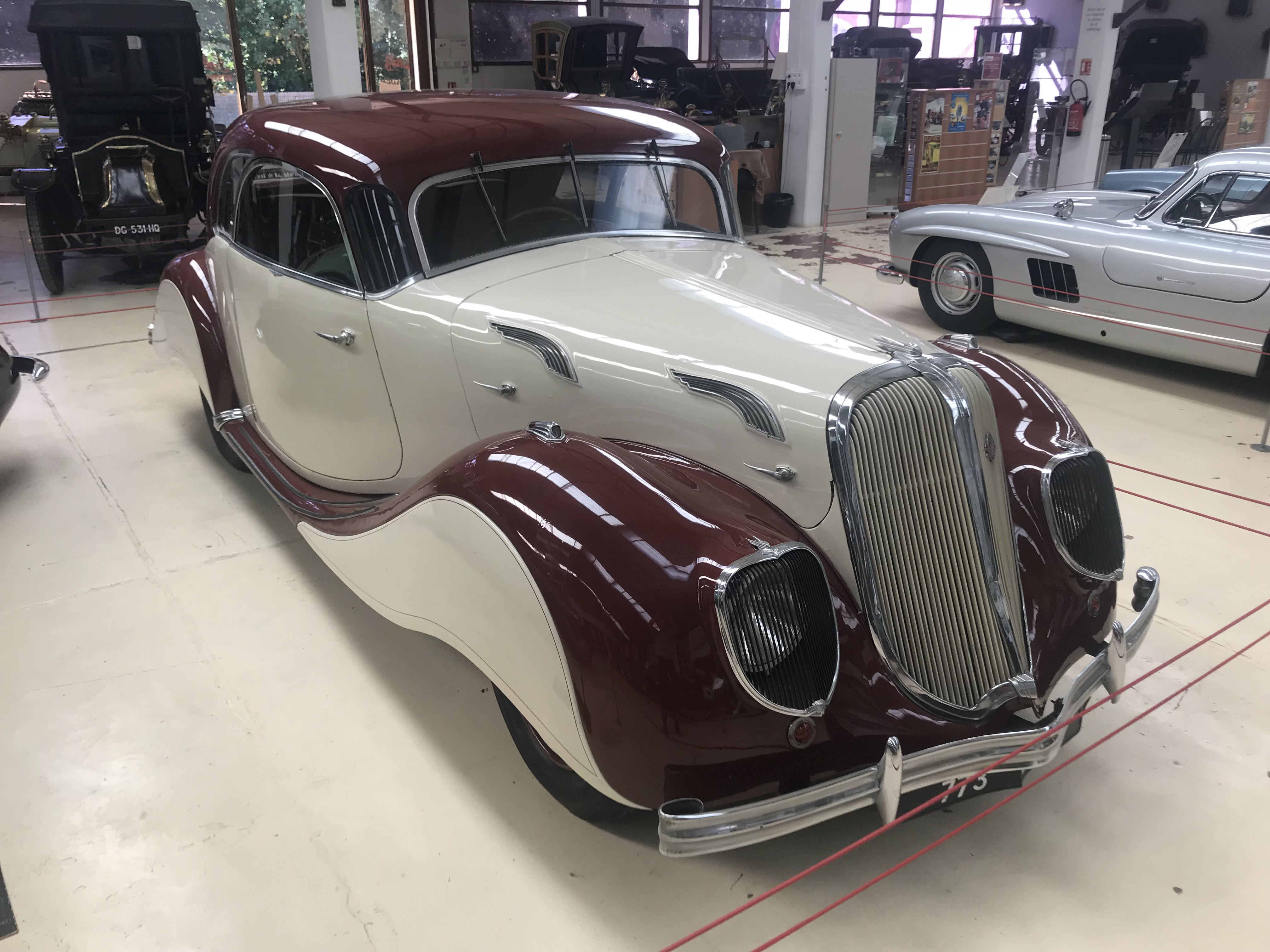
Panhard et Levassor X76 Dynamic 1937 Musée Henri Malartre.

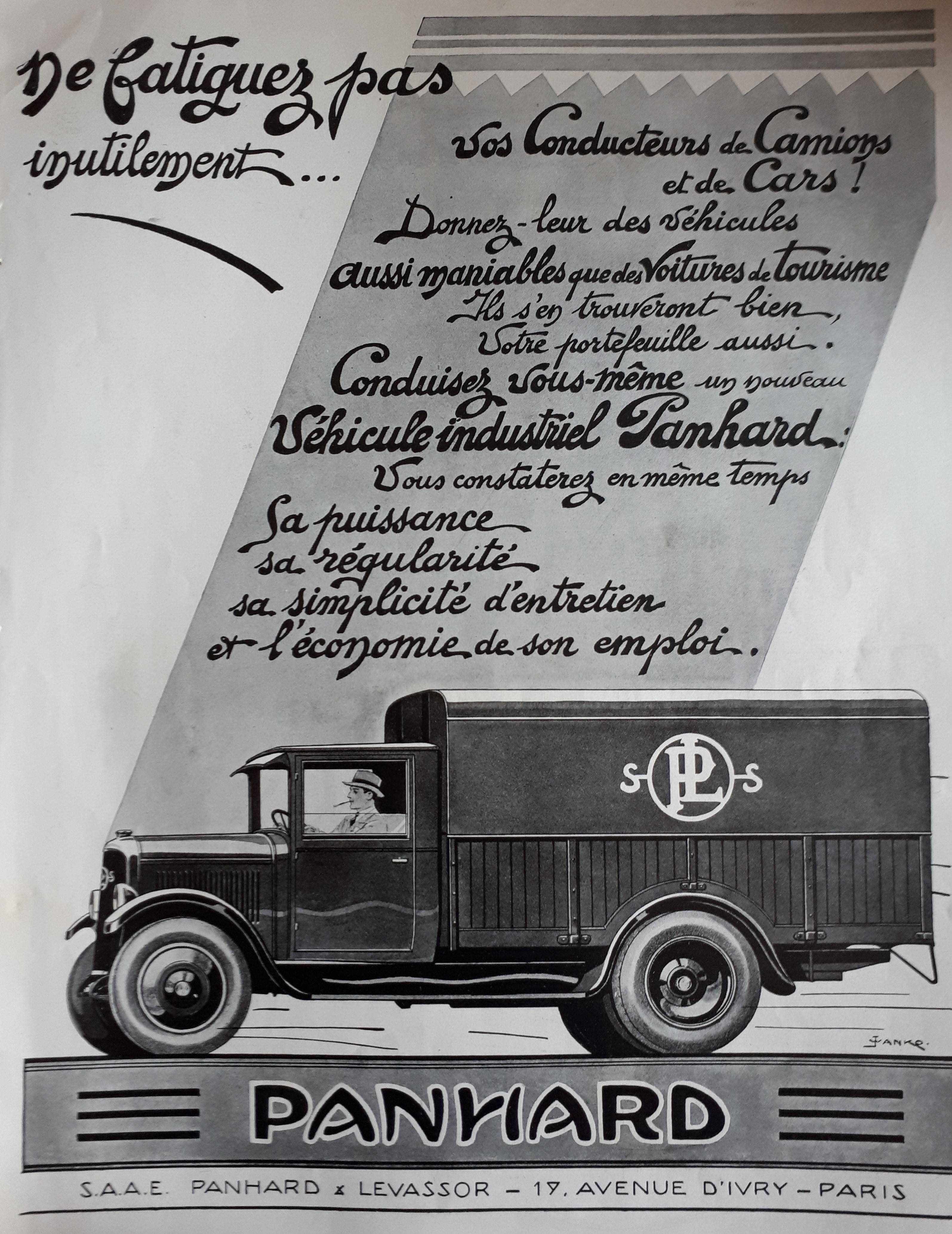
Publicité 1924.

Dès 1910, Panhard s'intéressa au moteur sans soupape, selon un brevet déposé par Charles Yale Knight (en). Les soupapes étaient remplacées par des chemises coulissantes couvrant et découvrant les ouvertures d'admission et d'échappement. De 1910 à 1924, Panhard & Levassor proposera à son catalogue aussi bien des voitures mues par des moteurs conventionnels à soupapes que des moteurs sans soupape. Par la suite et jusqu'à la Seconde Guerre mondiale, tous les modèles de la marque seront équipées de moteurs sans soupape à essence, à gazogène et même Diesel. À l'origine, les chemises coulissantes sont réalisées en fonte, matériau auto-lubrifié. Ces chemises sont épaisses et lourdes et empêchent les montées en régime rapide et les vitesses de rotation élevées. À partir de 1923, Panhard & Levassor innove avec de nouvelles chemises minces, en acier, beaucoup plus légères. Pour éviter le grippage, les chemises externes, moins sollicitées thermiquement, sont revêtues intérieurement de régule, un matériau anti-friction. Grâce à cette avancée technique, les moteurs tournent plus vite et gagnent en nervosité. En 1925, une 20 ch de 4,8 litres conquit le record du monde de l'heure, avec une moyenne de 185,773 km/h. En 1929 fut conçue la barre Panhard, une barre stabilisatrice anti-roulis, qui est encore utilisée pour la suspension arrière de nombreux véhicules à essieu rigide, partout dans le monde.
Les moteurs à doubles chemises coulissantes avaient pour avantage un grand silence de fonctionnement, un couple élevé, garant d'une grande souplesse, présente dès les plus bas régimes ainsi qu'une grande solidité, mais pour inconvénient une consommation d'huile assez élevée due aux importantes surfaces coulissantes des chemises mobiles qu'il fallait bien lubrifier. De plus la précision d'ajustage était élevée et l'usinage était complexe, rendant le coût de fabrication de ces moteurs élevé. Ils étaient donc réservés à des voitures haut de gamme telles que l'étaient les Panhard & Levassor. Quelques tentatives de voitures de moyenne puissance furent tentées avec des 10 ch, mais elles furent toujours beaucoup trop chères face à la concurrence.
Durant la présidence de Raymond Poincaré, Panhard & Levassor est la marque officielle de l'Élysée avec ses 18  et   20 ch.
En 1924, Panhard & Levassor rachète la petite marque Delaugère & Clayette, située à Orléans. Désormais, Delaugère & Clayette va devenir l'atelier de carrosserie de Panhard & Levassor.
À la fin des années 1920, la gamme Panhard & Levassor est pléthorique, avec des modèles à moteurs quatre ou six-cylindres (plus quelques confidentielles huit-cylindres) qui se concurrencent au sein de la même gamme. Une rationalisation de la gamme a lieu à partir de 1930 avec les modèles 6CS et 6DS (plus la très rare 8DS). Ces modèles sont presque systématiquement carrossés à l'usine, ce qui est encore assez peu fréquent chez les autres marques de haut de gamme françaises chez qui les voitures sont souvent livrées en châssis puis carrossées à l'extérieur. Les conduites intérieures sont carrossées à l'usine d'Orléans (anciennes usines Delaugère et Clayette), tandis que les carrosseries spéciales (cabriolets, coupés chauffeur…) sont carrossées à l'extérieur, le plus souvent chez Janssen.
En 1934, le modèle évolue avec la carrosserie « Panoramique ». Ce nouveau modèle comporte deux petites vitres, très fortement cintrées, de part et d'autre du pare-brise. Avec ses deux montants très fins, ce dispositif assure une visibilité totale, sans angle mort. Cette période marque l'âge d'or de Panhard & Levassor avant la guerre. C'est à cette époque que les chiffres de production vont atteindre leur sommet. La 8 cylindres sans soupape 35 ch modifiée de Eyston (associé à Froy) établit, en 1934 toujours, au mois de juin, les records du monde des 200 milles, 500 kilomètres, 3 heures, 500 milles, 1 000 kilomètres et six heures, sur l'autodrome de Linas-Montlhéry, après celui de l'heure au mois de février, et après ceux de Michel Doré sur le kilomètre et le mille en août 1930.
À partir des 6CS et 6DS, et jusqu'à la disparition de la marque, Louis Bionier assure le dessin des modèles. Pendant cette période, Panhard développe une grande gamme d'utilitaires : camions, autocars, autobus, et travaille sur la technologie du gazogène.
En 1936, en pleine mode « aérodynamique », Panhard & Levassor présente la Dynamic. C'est une voiture extrêmement moderne : carrosserie autoporteuse en acier, freinage hydraulique à double circuit, suspension par barres de torsion sur les quatre roues, indépendante à l'avant, vitres panoramiques, et bien sûr moteur six-cylindres sans soupape (2,5 l de 14 ch, 2,9 l de 16 ch ou 3,8 l de 22 ch). Cette vaste voiture (trois places de front à l'avant et quatre à l'arrière) se distingue par son style exubérant et sa direction presque centrale (en fait légèrement décalée sur la droite). La présentation de la Dynamic a lieu au mois de mai, en pleines grèves à la suite de l'arrivée du Front populaire… La clientèle bourgeoise de la marque cherche la discrétion et a d'autres préoccupations que d'acheter une voiture aussi voyante. La Dynamic sera un échec commercial avec seulement 2 600 voitures vendues entre 1936 et 1940.
La production de la Dynamic sera interrompue en 1940. Malgré tout, quelques Dynamic seront encore assemblées, à partir de pièces détachées stockées à l'usine et commercialisées (difficilement) jusqu'en 1948.

### L'ère du flat-twin: 1945-1967

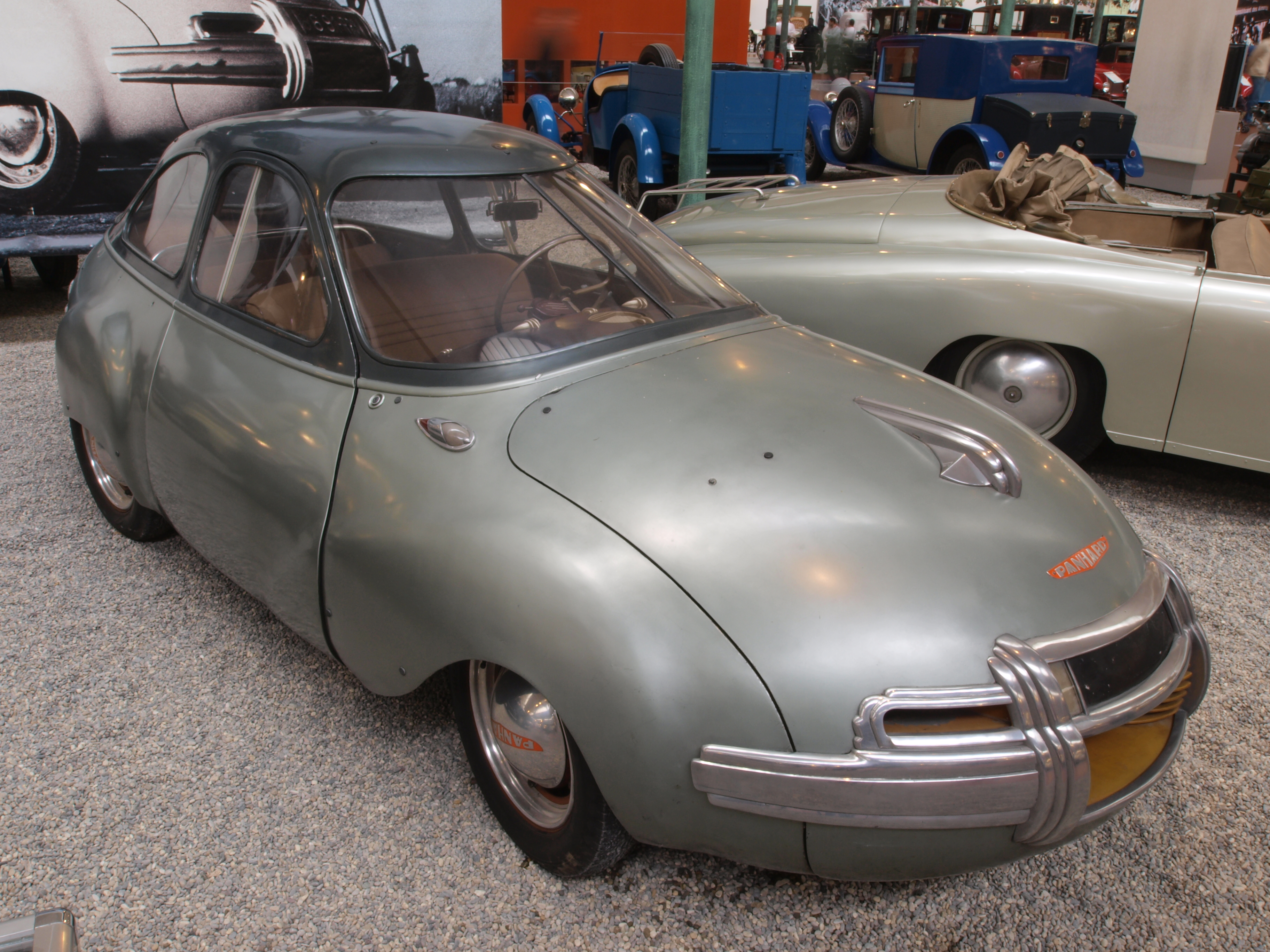
Panhard-Levassor Dynavia (1948).

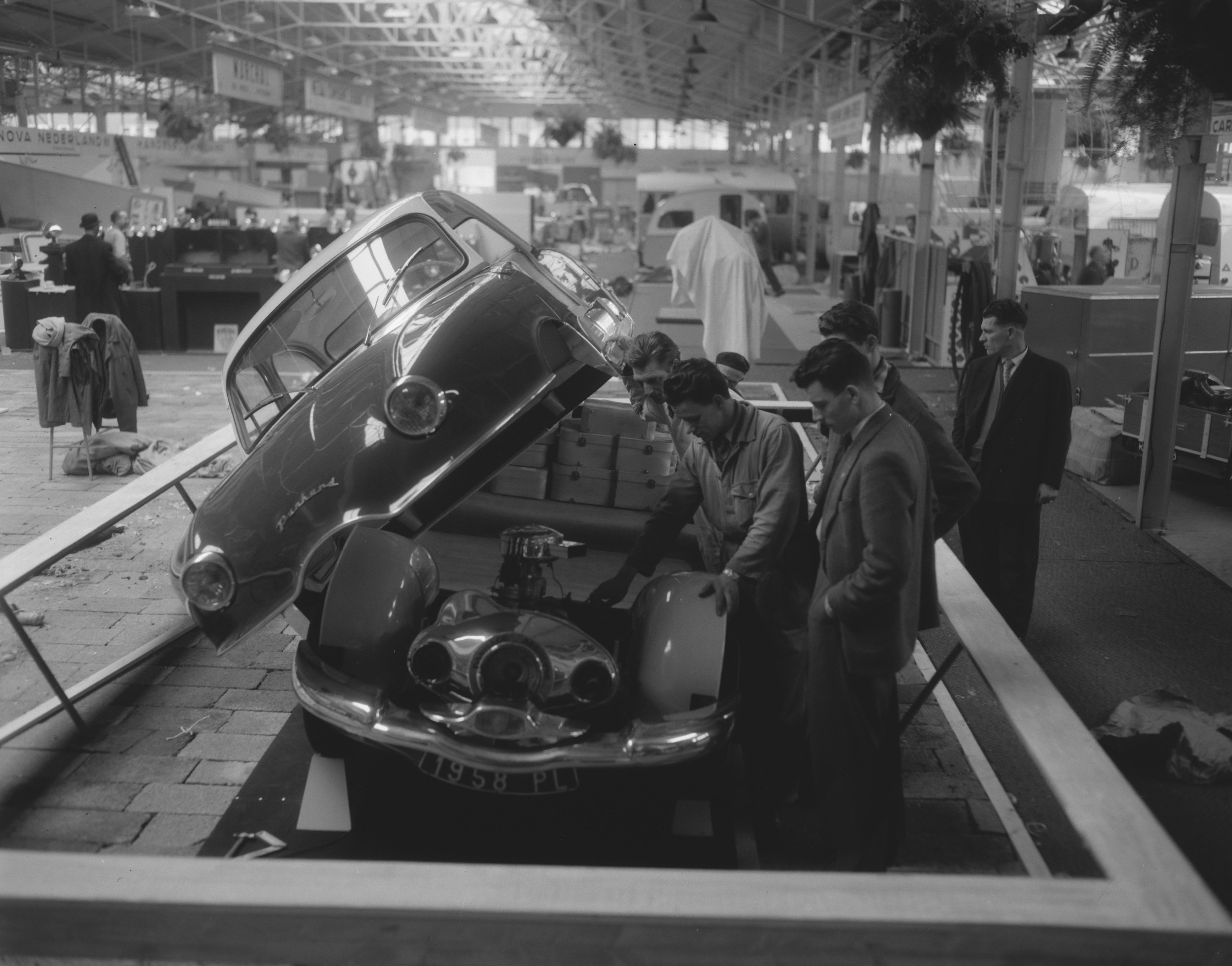
Panhard Dyna Z exposée au RAI Amsterdam en 1958.

En 1945, après la Seconde Guerre mondiale, les conditions économiques vont obliger Panhard à produire des voitures plus abordables. Panhard va alors fabriquer des voitures légères, comme les Dyna X, Junior, Dyna Z, PL 17, qui deviendra la 17 (cette appellation de « 17 » vient de l'addition des chiffres 6 litres de consommation aux 100 km, 6 places et 5 CV fiscaux), enfin, l'ultime Panhard : la 24, nommée en hommage aux 24 Heures du Mans.
La firme Panhard, en 1947, sera la première en France à étudier l'aérodynamisme de ses modèles d'après des prototypes en soufflerie, par exemple la Dynavia, présentée au Salon en 1948 et  exposée actuellement à la Cité de l'Automobile – Musée National – Collection Schlumpf. De ce prototype naîtra la Dyna Z, modèle très arrondi et aérodynamique offrant six places et consommant 6 litres aux 100 km.
La société parvint à contourner les restrictions gouvernementales du plan Pons lui interdisant de poursuivre son activité automobile. Pour cela, Panhard devra faire appel à l'aluminium pour la construction de la structure et de nombreux composants de ses véhicules. Les Dyna X et les premières Z avaient une carrosserie en aluminium.
Les dernières Z et les PL 17 furent construites en tôles d'acier embouties. Les carrosseries étaient arrondies et très aérodynamiques, ce qui les rendait différentes de leurs contemporaines. La 24 CT était un 2+2, et la 24 BT, avec un empattement plus long, était assez spacieuse pour quatre ou cinq personnes.
La construction des moteurs sans soupape, devenus désuets par les progrès faits sur les moteurs classiques, fut abandonnée, et tous ces modèles se trouvèrent motorisés par des bicylindres à plat et opposés, refroidis par air. Ce type de moteur à haut rendement, jusqu'à soixante chevaux SAE (50 ch DIN) pour 848 cm3 sur la 24 CT, perfectionné à de multiples reprises par l'ingénieur Delagarde, présentait de nombreuses originalités techniques :
- Des cylindres borgnes : culasse non détachable de son cylindre
- Un embiellage équipé de roulements à rouleaux, selon un brevet Panhard
- Des soupapes rappelées par des barres de torsion, dotées d'un rattrapage de jeu hydraulique

Panhard fut également le premier constructeur à concevoir un moteur turbo Diesel (Clerget).
Une gamme réduite de véhicules, des moyens financiers trop mesurés par une direction timorée, une distribution limitée à la France et la Belgique, une mécanique à l'entretien délicat ont handicapé la firme Panhard qui chercha un soutien chez Citroën qui y prit en 1955 une participation de 25 %, qu'elle porta à 45 % en 1958. En 1965, Citroën acheta ce qui restait pour atteindre les 100 %. Mais celui qui aurait pu être le sauveur se révéla être l'exécuteur, et si Citroën distribua les Panhard dans son réseau de concessionnaires, il refusa les investissements nécessaires pour développer de nouveaux moteurs ou des modèles (notamment des berlines) qui auraient concurrencé ses propres véhicules. Citroën utilisa aussi les usines Panhard d'Ivry pour y produire des 2 CV fourgonnettes. Faute d'avoir obtenu les moyens pour produire le cabriolet, le break et surtout la berline 4-portes qui étaient dans les cartons pour compléter l'offre du coach 24, les ventes s'effondrent et Citroën annonce en 1967 l'arrêt de la production des automobiles particulières Panhard. Malgré l'évident potentiel de cet ultime modèle, le couperet est tombé. Citroën, absorbé par ses propres projets (dont ceux de ses futures GS et SM) et où règne une forte culture citroënniste, ne veut pas de doublons « étrangers » dans sa gamme. Son patron, Pierre Bercot, récupère quelques ingénieurs, les usines, les droits sur le nom de « Dyane » (affecté à une évolution de la 2 CV dessinée par le styliste maison de Panhard, Louis Bionnier), la production des véhicules militaires et sacrifie une firme qu'il juge sans avenir. À partir de cette date, l'usine de l'avenue d'Ivry ne construira plus que des 2 CV fourgonnettes.
Le nom « Panhard » est conservé pour la production de véhicules militaires jusqu'en 2018.

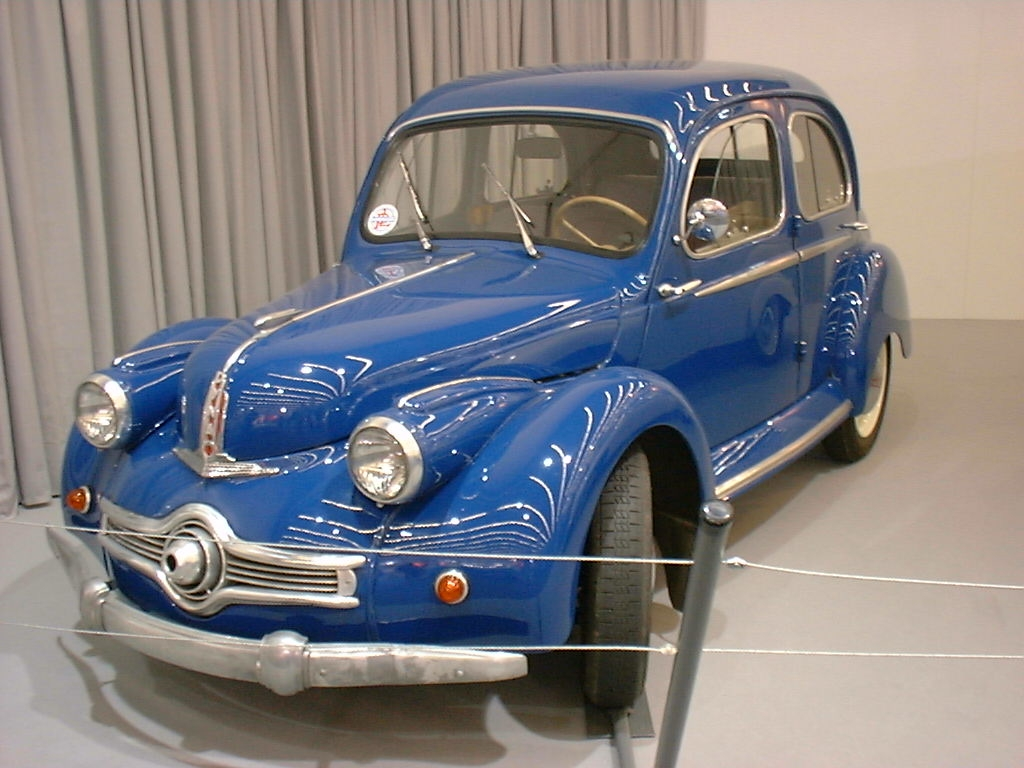
Panhard Dyna X X-86 - 1952
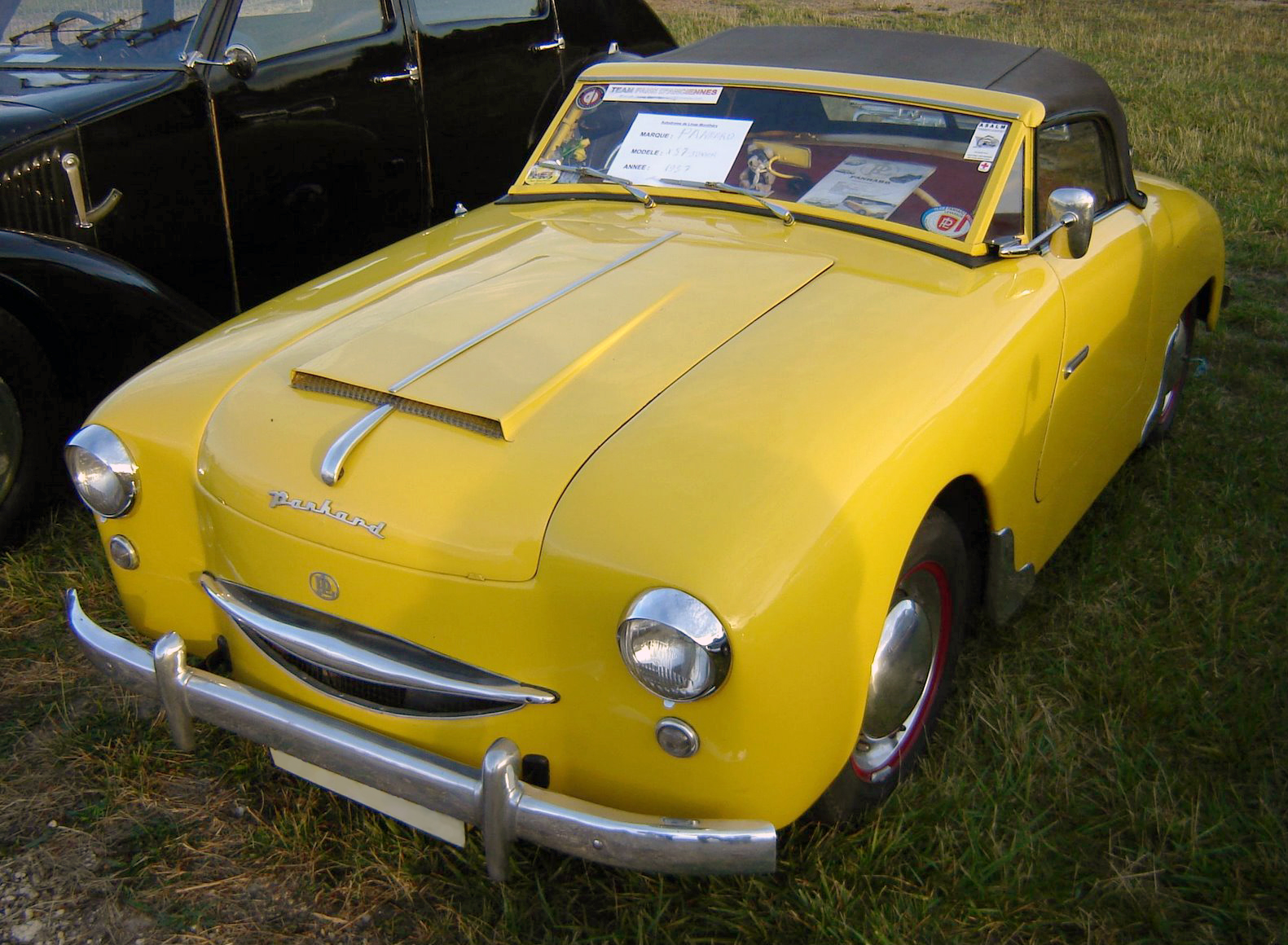
Panhard Dyna Junior Cabriolet 1957.
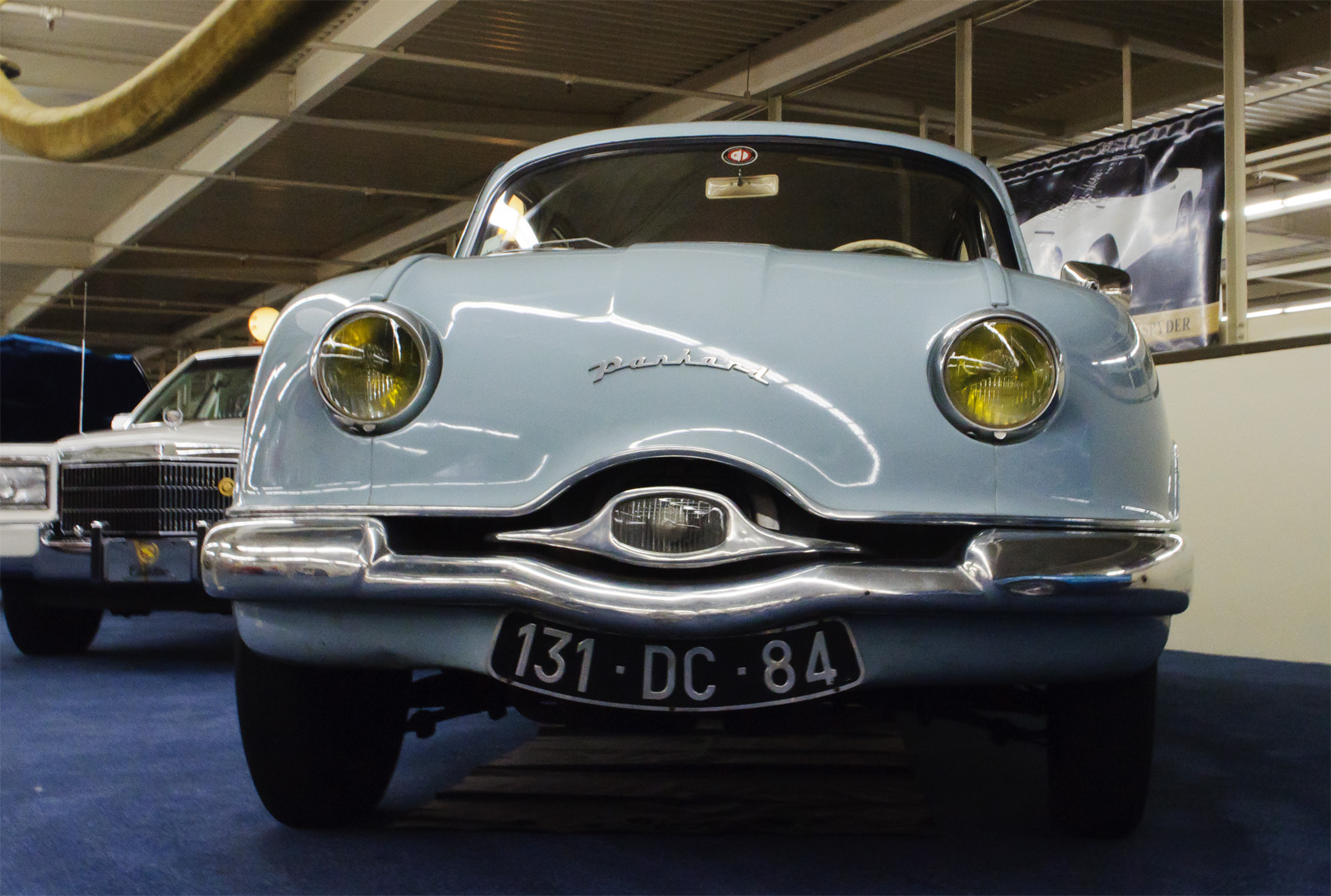
Panhard Dyna Z 1957.
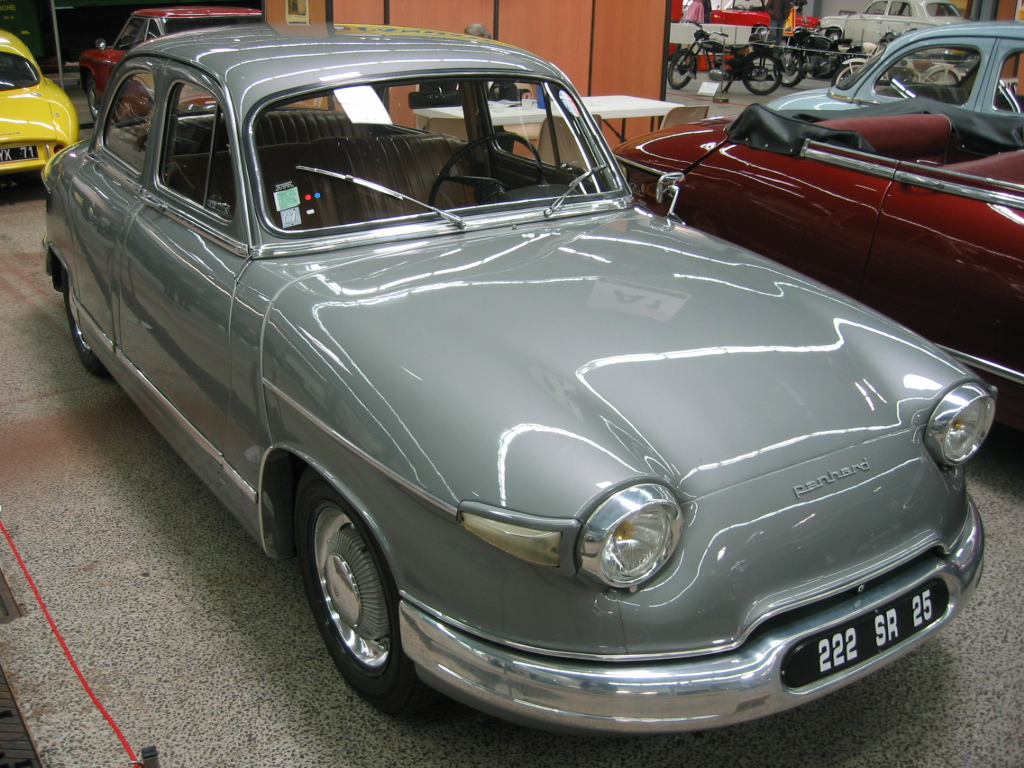
Panhard PL 17 (1959 à 1965).
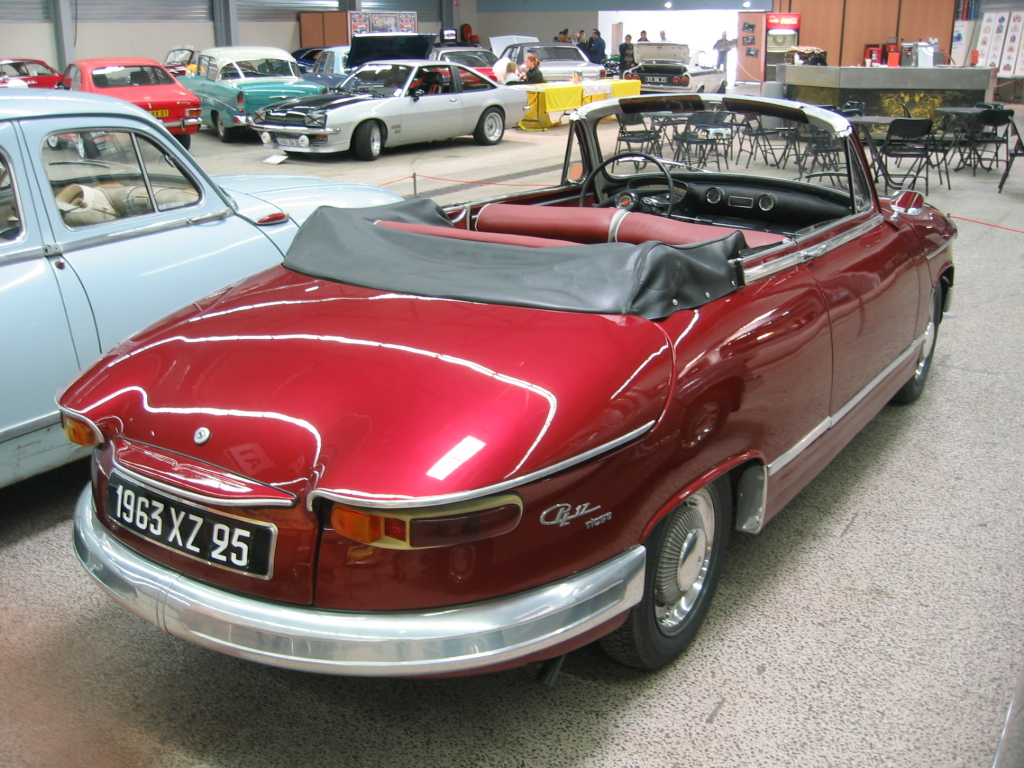
Panhard PL 17 cabriolet.
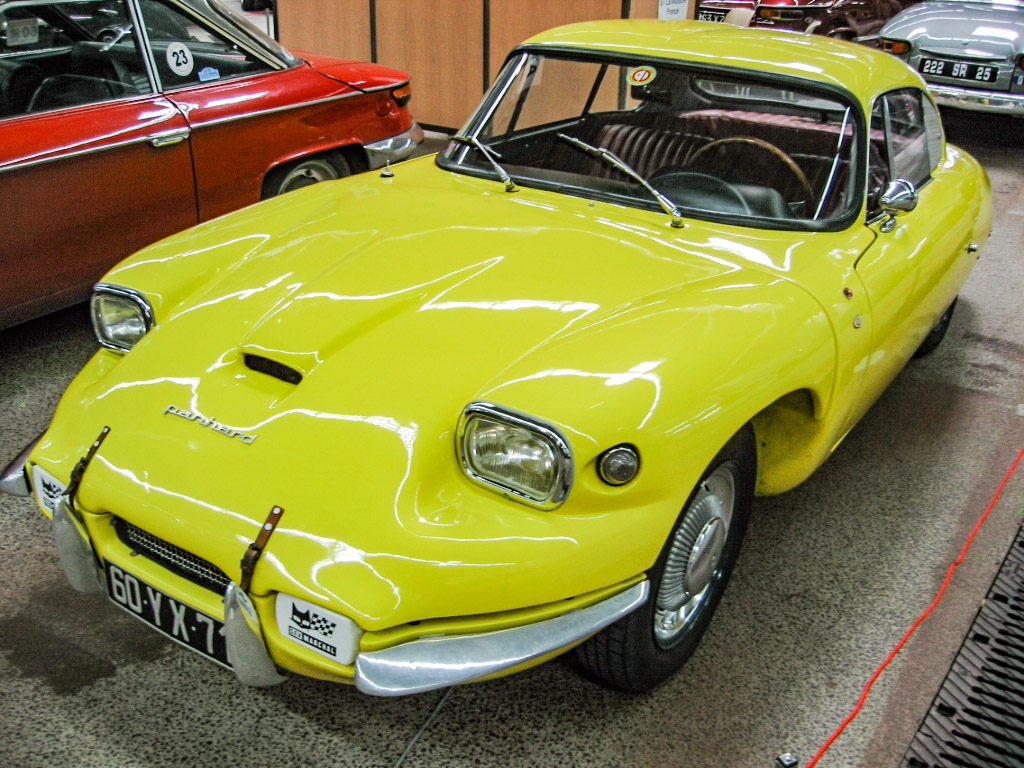
Panhard CD (1963 à 1965).
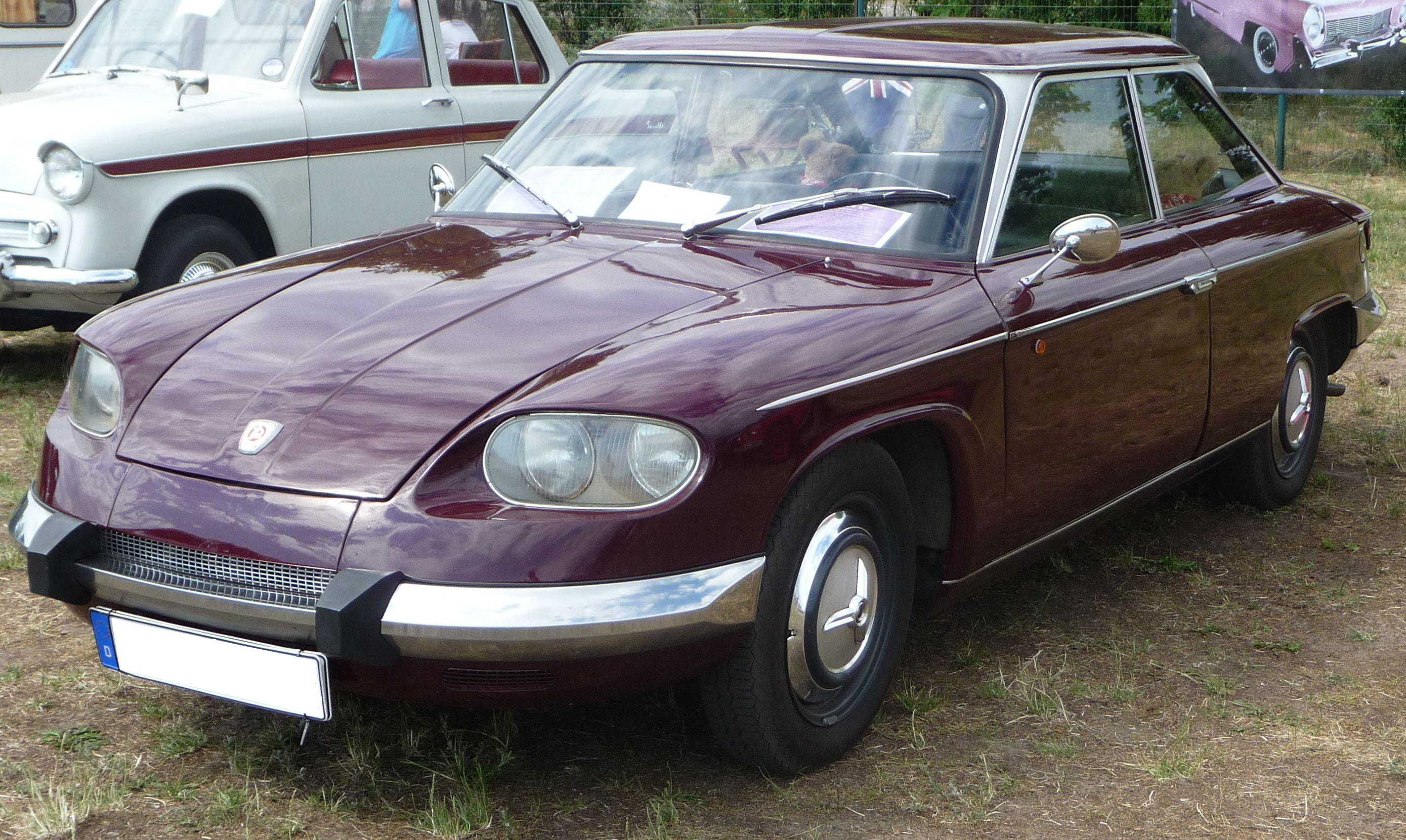
Panhard 24B.

### Modèles
Liste (non exhaustive) des modèles d'avant-guerre de la marque :
- 1890-1891 : deux premiers prototypes de voiture à pétrole : moteur V2 sous licence Daimler, carrosserie dos-à-dos
- 1891-1897 : première série de trente voitures : moteur V2 sous licence Daimler (type P2C ou P2D) ; l'industrie automobile est née
- 1895 : apparition du moteur Phénix à 2 ou 4 cylindres développé par Daimler et construit sous licence (type M)
- 1900 : apparition du moteur Centaure (type O) à 2 ou 4 cylindres développé par Krebs : après la mort de Levassor, la marque devait verser des royalties à sa veuve pour chaque moteur sous licence Daimler. Panhard & Levassor se libère de cette obligation avec ce nouveau moteur
- 1910 : premier moteur sans soupape commercialisé par Panhard & Levassor
- 1923 : apparition des chemises minces en acier
- 1924 : arrêt de la fabrication des moteurs conventionnels à soupapes
- 1929 : présentation de la 6DS, suivie en 1930 de la plus petite 6CS
- 1934 : carrosserie « Panoramique »
- 1936 : présentation de la Dynamic
- 1940 : fin de production (avec des pièces d'avant-guerre en stock, quelques Dynamic seront vendues jusqu'en 1948)

#### Liste des véhicules produits entre 1890 et 1922
| Type                   | Années    | Motorisation   | Châssis                | Cylindrée    | Production | Image |
| ---------------------- | --------- | -------------- | ---------------------- | ------------ | ---------- | ----- |
| 2 / 2¾ / 3 1/3 / 3¾ CV | 1890-1896 | P2D / 2 Cyl.   |                        | 921−1290 cm3 | 180        |       |
| 1½ CV                  | 1891-1893 | P2C / 2 Cyl.   |                        | 817 cm3      | 15         |       |
| 1 CV                   | 1895      | M2A / 2 Cyl.   |                        | 352 cm3      | 1          |       |
| 4 / 5 CV               | 1895-1902 | M2E / 2 Cyl.   | A1 / A2                | 1 201 cm3    | 371        |       |
| 10 CV                  | 1895-1897 | M2K / 2 Cyl.   |                        | 4 254 cm3    | 2          |       |
| 6 / 7 CV               | 1896-1902 | M2F / 2 Cyl.   | A1 / A2                | 1 648 cm3    | 992        |       |
| 8 / 10 CV              | 1896-1902 | M4E / 4 Cyl.   | B1 / B2                | 2 402 cm3    | 769        |       |
| Prototype              | 1897      | M1E / 1 Cyl.   |                        | 600 cm3      | 1          |       |
| 12 CV ,                | 1897-1902 | M4F / 4 Cyl.   | B1 / B2                | 3 296 cm3    | 514        |       |
| 16 CV                  | 1899-1902 | M4I / 4 Cyl.   |                        | 4 387 cm3    | 52         |       |
| 16 / 18 CV             | 1901-1904 | O4F / 4 Cyl.   | E / F                  | 4 072 cm3    | 188        |       |
| 30 / 35 CV             | 1901-1903 | O4L / 4 Cyl.   | G                      | 6 898 cm3    | 27         |       |
| 5 CV                   | 1902      | O2E / 2 Cyl.   | A                      | 1 201 cm3    | 14         |       |
| 7 CV                   | 1902-1905 | O2R / 2 Cyl.   | A / D / N              | 1 648 cm3    | 583        |       |
| 10 CV                  | 1901-1905 | O4E / 4 Cyl.   | B / E                  | 2 402 cm3    | 791        |       |
| 15 CV                  | 1902-1905 | O4R / 4 Cyl.   | C / H                  | 3 296 cm3    | 731        |       |
| 20 / 24 CV             | 1902-1905 | O4I / 4 Cyl.   | F / H                  | 5 313 cm3    | 176        |       |
| 24 CV                  | 1902-1903 | O²4I / 4 Cyl.  | L                      | 5 313 cm3    | 11         |       |
| 50 / 60 CV             | 1902-1903 | O²4M / 4 Cyl.  | M                      | 8 620 cm3    | 12         |       |
| 8 CV                   | 1903-1909 | S3E / 3 Cyl.   | P                      | 1 801 cm3    | 649        |       |
| 70 CV                  | 1903-1904 | S²4M / 4 Cyl.  | R                      | 13 672 cm3   | 16         |       |
| 10 CV                  | 1904-1907 | S4E / 4 Cyl.   | S                      | 2 402 cm3    | 29         |       |
| 15 CV                  | 1904-1907 | S4R / 4 Cyl.   | I / J / S              | 3 296 cm3    | 896        |       |
| 18 CV                  | 1904-1907 | S4F / 4 Cyl.   | J                      | 4 072 cm3    | 471        |       |
| 35 CV                  | 1904-1905 | O²4L / 4 Cyl.  | G                      | 7 450 cm3    | 24         |       |
| 24 CV                  | 1905-1906 | S4I / 4 Cyl.   | J / O                  | 5 313 cm3    | 260        |       |
| 35 CV                  | 1905-1906 | S4L / 4 Cyl.   | O                      | 6 898 cm3    | 59         |       |
| 50 CV                  | 1905-1909 | Z4O / 4 Cyl.   | Q                      | 10 560 cm3   | 108        |       |
| 24 CV                  | 1906-1908 | Z4I / 4 Cyl.   | U1                     | 5 313 cm3    | 774        |       |
| 35 CV                  | 1906-1909 | Z4L / 4 Cyl.   | U1                     | 7 360 cm3    | 335        |       |
| 15 CV                  | 1907-1912 | T4R / 4 Cyl.   | U2 / U7 / X / X4 / X11 | 3 296 cm3    | 777        |       |
| 18 CV                  | 1907-1913 | T4F / 4 Cyl.   | U2 / U6 / X1 / X12     | 4 072 cm3    | 1 715      |       |
| 24 / 25 CV             | 1907-1914 | T4I / 4 Cyl.   | K / U1 / U3 / U10      | 5 313 cm3    | 472        |       |
| 10 CV                  | 1908-1910 | T4E / 4 Cyl.   | X                      | 2 402 cm3    | 105        |       |
| 65 CV                  | 1908-1910 | T²6S / 6 Cyl.  | U4                     | 12 020 cm3   | 15         |       |
| 120 CV                 | 1908      | T³4V / 4 Cyl.  |                        | 12 800 cm3   | 3          |       |
| 8 CV                   | 1909-1912 | U2E / 2 Cyl.   | X2 / X6                | 1 206 cm3    | 248        |       |
| 12 CV                  | 1909-1912 | U4E / 4 Cyl.   | X5                     | 2 402 cm3    | 1 422      |       |
| 24 CV                  | 1909-1910 | W6R / 6 Cyl.   | U5                     | 4 950 cm3    | 26         |       |
| 24 / 25 / 30 CV        | 1909-1916 | V6R / 6 Cyl.   | U8 / X3 / X13          | 4 950 cm3    | 170        |       |
| 28 / 35 CV             | 1910-1915 | V6F / 6 Cyl.   | Y                      | 6 597 cm3    | 59         |       |
| 35 CV                  | 1910      | T4L / 4 Cyl.   | U1                     | 7 360 cm3    | 18         |       |
| 50 CV                  | 1910      | ZZ4O / 4 Cyl.  | Q                      | 10 560 cm3   | 1          |       |
| 12 CV                  | 1911-1914 | LU4E / 4 Cyl.  | X10 / X16              | 2 402 cm3    | 1 169      |       |
| 18 CV                  | 1911-1912 | U6E / 6 Cyl.   | X8 / X15               | 3 603 cm3    | 125        |       |
| 10 CV                  | 1912-1921 | SU4E / 4 Cyl.  | X19                    | 2 150 cm3    | 3 020      |       |
| 12 CV                  | 1913-1914 | LU4E2 / 4 Cyl. | X20                    | 2 402 cm3    | 701        |       |
| 12 CV                  | 1914-1918 | SU4E / 4 Cyl.  | X25                    | 2 815 cm3    | 881        |       |
| 7 CV                   | 1915      | TU4C / 4 Cyl.  | X27                    | 1 243 cm3    | 1          |       |
| 12 CV                  | 1920-1922 | SU4D2 / 4 Cyl. | X31                    | 2 275 cm3    | 1 376      |       |

#### Liste des véhicules produits entre 1910 et 1940
| Type                           | Années      | Motorisation    | Châssis                     | Cylindrée | Production |
| ------------------------------ | ----------- | --------------- | --------------------------- | --------- | ---------- |
| 20 CV                          | 1910-1915   | K4F / 4 Cyl.    | U9 / X7 / X9 / X14          | 4 398 cm3 | 1 288      |
| 15 CV                          | 1912-1915   | SK4E / 4 Cyl.   | X17 / X21                   | 2 614 cm3 | 752        |
| 30 CV                          | 1912-1914   | RK6F / 6 Cyl.   | X18                         | 6 597 cm3 | 30         |
| 20 CV                          | 1913-1917   | SBK4F / 4 Cyl.  | X22                         | 4 845 cm3 | 100        |
| 20 CV                          | 1913-1922   | SK4F / 4 Cyl.   | X23 / X29 / X34             | 4 845 cm3 | 1 012      |
| 35 CV                          | 1913-1919   | SK4L / 4 Cyl.   | X24                         | 7 360 cm3 | 73         |
| 16 CV                          | 1914-1929   | SK4E2 / 4 Cyl.  | X26 / X28 / X36 / X40 / X46 | 3 175 cm3 | 7 141      |
| 6 CV                           | 1917        | K4C / 4 Cyl.    | X30                         | 1 110 cm3 | 1          |
| 7 CV                           | 1920-1921   | K4C2 / 4 Cyl.   | X32                         | 1 190 cm3 | 6          |
| 10 CV                          | 1921-1924   | SK4C / 4 Cyl.   | X37                         | 1 190 cm3 | 1 392      |
| 16 CV                          | 1921-1922   | SK4E3 / 4 Cyl.  | X33                         | 3 175 cm3 | 72         |
| 35 CV                          | 1921-1930   | SK8E / 8 Cyl.   | X38 / X42 / X54             | 6 350 cm3 | 242        |
| 12 CV                          | 1922-1930   | SK4D / 4 Cyl.   | X39 / X43 / X45             | 2 297 cm3 | 3 506      |
| 20 CV                          | 1922-1929   | SK4F2 / 4 Cyl.  | X35 / X41 / X48 / X53       | 4 845 cm3 | 830        |
| 10 CV                          | 1924-1925   | SK4C3 / 4 Cyl.  | X44                         | 1 390 cm3 | 776        |
| 10 CV                          | 1924-1929   | SK4C4 / 4 Cyl.  | X47 / X60                   | 1 480 cm3 | 4 016      |
| 15 CV                          | 1924        | SK4D2 / 4 Cyl.  | X50                         | 2 612 cm3 | 1          |
| 20 CV                          | 1924-1927   | SK4F5 / 4 Cyl.  | X49                         | 4 845 cm3 | 242        |
| 20 CV                          | 1924 / 1928 | SK4E4 / 4 Cyl.  | X51 / X62                   | 3 564 cm3 | 2          |
| 10 CV                          | 1925-1926   | SK4?? / 4 Cyl.  | X52                         | 1 654 cm3 | 2          |
| 10 CV                          | 1925-1926   | SK4?? / 4 Cyl.  | X55                         | 1 650 cm3 | 2          |
| 16 CV                          | 1926-1931   | SK6D / 6 Cyl.   | X57                         | 3 445 cm3 | 657        |
| 10 CV                          | 1927-1930   | SK6C2 / 6 Cyl.  | X59                         | 1 829 cm3 | 636        |
| 12 CV                          | 1927        | SK4D5 / 4 Cyl.  | X58                         | 2 297 cm3 | 1          |
| 20 CV                          | 1927-1930   | SK4F6 / 4 Cyl.  | X56                         | 5 319 cm3 | 76         |
| 11 CV                          | 1928        | SK6?? / 4 Cyl.  | X64                         | 1 970 cm3 | 1          |
| 12 CV                          | 1928        | SK6C3 / 6 Cyl.  | X61                         | 2 170 cm3 | 8          |
| 12 CV                          | 1928-1931   | SK6C4 / 6 Cyl.  | X63                         | 2 344 cm3 | 1 629      |
| 11 CV                          | 1929        | SK4C10 / 4 Cyl. | X65                         | 2 002 cm3 | 1          |
| 6 DS                           | 1929-1932   | SK6D6 / 6 Cyl.  | X66                         | 3 507 cm3 | 509        |
| 8 DS (Prototyp)                | 1929        | SK8E / 8 Cyl.   | X67                         | 6 350 cm3 | 1          |
| 8 DS / 8 cylindres             | 1930-1938   | SK8D / 8 Cyl.   | X67                         | 5 084 cm3 | 43         |
| 6 CS                           | 1930-1932   | SK6C4 / 6 Cyl.  | X68                         | 2 344 cm3 | 1 028      |
| 6 CS Spécial                   | 1930-1933   | SK6C5 / 6 Cyl.  | X69                         | 2 516 cm3 | 1 310      |
| 6 CS RL / CS                   | 1932-1936   | SK6C5 / 6 Cyl.  | X72                         | 2 516 cm3 | 2 173      |
| 6 DS RL / DS 23 CV/ DS         | 1932-1938   | SK6D7 / 6 Cyl.  | X70 / X71                   | 4 080 cm3 | 509        |
| CS Spécial                     | 1934-1938   | SK6C7 / 6 Cyl.  | X73                         | 2 861 cm3 | 1 535      |
| 6 DS RL N Spécial / DS Spécial | 1934-1937   | SK6D8 / 6 Cyl.  | X74                         | 4 783 cm3 | 142        |
| DS Gazogène                    | 1934        | SK6C7G / 6 Cyl. | X75                         | 2 861 cm3 | 1          |
| Dynamic 130                    | 1936-1938   | SK6C8 / 6 Cyl.  | X76                         | 2 516 cm3 | 358        |
| Dynamic 140                    | 1936-1940   | SK6C9 / 6 Cyl.  | X77 / X81                   | 2 861 cm3 | 2 230      |
| Dynamic 20 CV                  | 1936        | SK6?? / 6 Cyl.  | X78                         | 3 485 cm3 | 1          |
| DS Gazogène 19 CV              | 1936        | SK6D8 / 6 Cyl.  | X79                         | 4 783 cm3 | 4          |
| Dynamic 160                    | 1937-1938   | SK6C10 / 6 Cyl. | X80 / X82                   | 3 834 cm3 | 153        |

#### Liste des véhicules produits entre 1946 et 1967

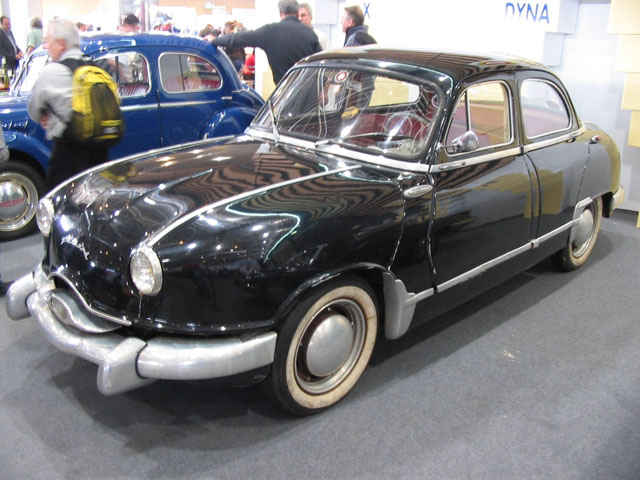
Panhard Dyna Z 1954.

Liste (non exhaustive) des modèles d'après-guerre de la marque :
- 1946 : Panhard Dyna X (dite « Louis XV » ou « le Crapaud », modèle permettant à la marque de trouver le chemin de la compétition automobile, après plus de 40 années d'absence)
- 1948 : Panhard Dynavia (prototype) exposé à Mulhouse, au Cité de l'Automobile – Musée National – Collection Schlumpf
- 1952 : Panhard Dyna Junior Cabriolet et roadster
- 1952 : Panhard Scarlette (Rosengart Ariette avec châssis et moteur Dyna X)
- 1954 : Panhard Dyna Z Première voiture étudiée en soufflerie, d'après la Dynavia.
- Panhard Monopole : voiture officielle de la marque aux 24 Heures du Mans en 1956, 1957 et 1958. Et en rallye avec la boite courte.
- 1959 : Panhard PL 17 puis 17 tout court
- 1962 : Panhard CD en collaboration avec Charles Deutsch.
- 1963 : Panhard 24 CT et BT
- 1967 : Fin de fabrication

### Victoires d'un moteur Panhard au Mans
Indice de performance (10 - record)
- 1950, 1951 et 1952 (sur Monopole - pilotes : De Montremy, Hémard et Dussous) ;
- 1953 (les frères Chancel) ;
- 1954, 1956, 1959, 1960 et 1961 (sur DB - pilotes : Bonnet, Bayol, Laureau, Armagnac, Cornet, Cotton et Bouharde) ;
- 1962 (sur CD - pilotes : Guilhaudin et Bertaut).

Coupe Biennale (8 - record)
- 1949-1950, 1950-1951 et 1951-1952 (sur Monopole) ;
- 1952-1953 ;
- 1953-1954, 1955-1956, 1958-1959 et 1959-1960 (sur DB).

Indice de rendement énergétique
- - 1959 (sur DB - pilotes : Consten, Armagnac).

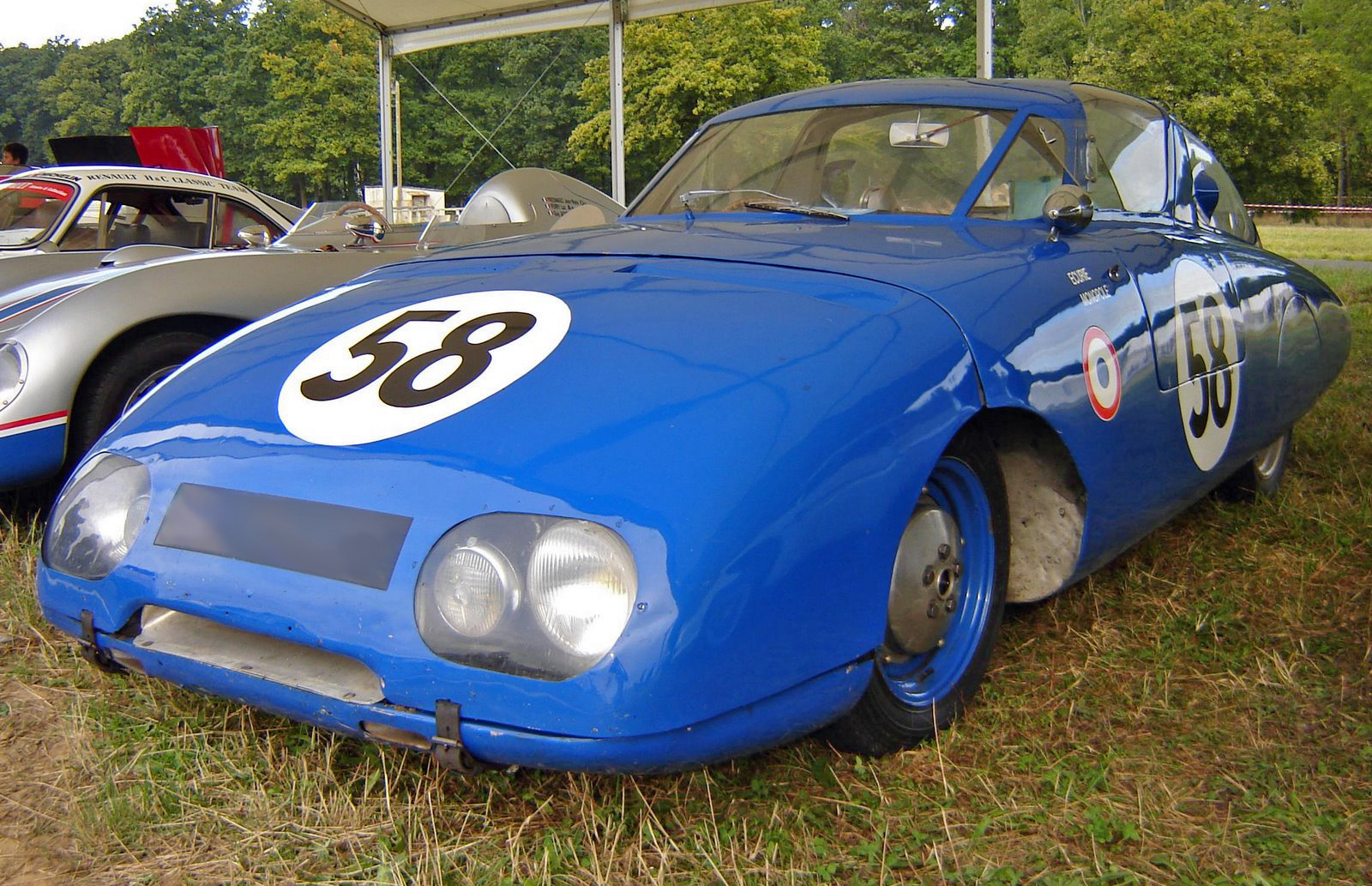
Monopole-Panhard X86 1956.
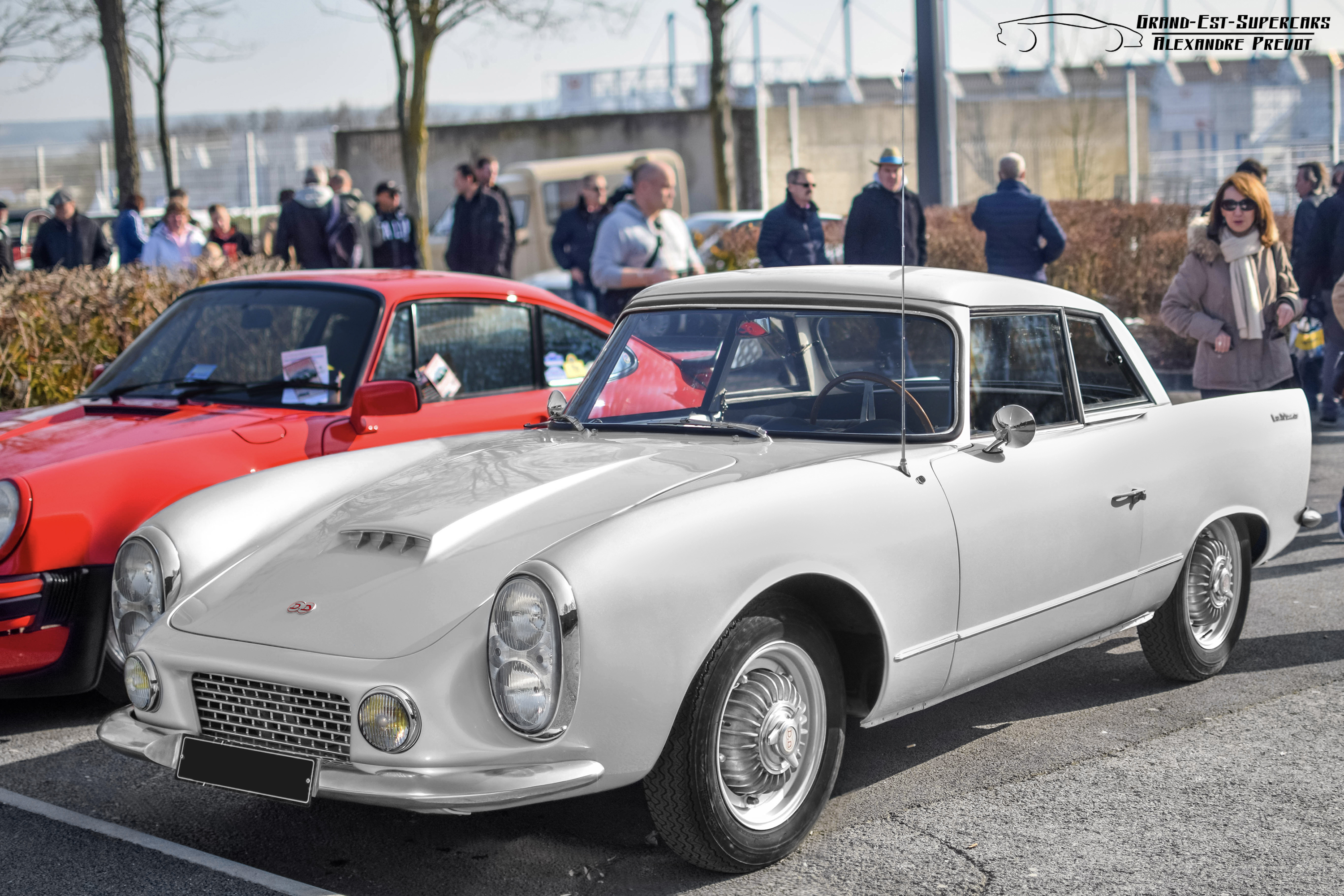
DB Le Mans (1959-1962) sur châssis PL 17.
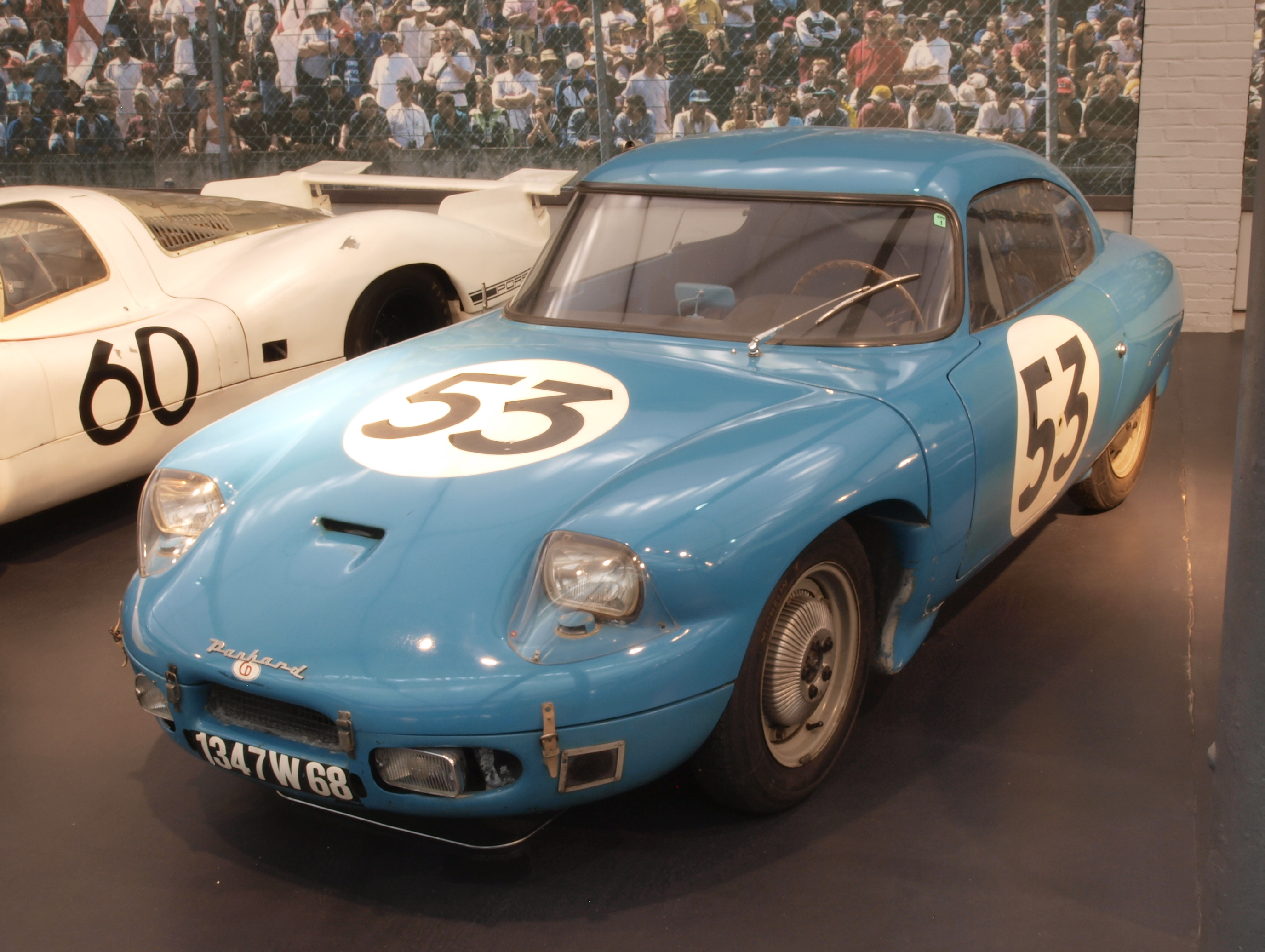
Panhard-Levassor Coach CD Dyna Coupé Le Mans, de 1962 (vainqueur de la classe 0,85 l).

### Titres d'un moteur Panhard aux États-Unis
(avec des véhicules Deutsch-Bonnet type HBR5 et Le Mans) :
- SCCA National Sports Car Championship classe H Production 1958 (Howard Hanna) et 1959 (Ray Heppensta);
- SCCA National Sports Car Championship classe F Production 1961 et 1962 (Howard Hanna).

## Poursuite de la production de véhicules militaires
La société Panhard conclut des accords avec Citroën, puis Peugeot, et s'oriente vers la construction d'engins blindés sous la dénomination de Société de constructions mécaniques Panhard-Levassor. Alors que Panhard fusionne avec Citroën en 1965, la société en est détachée en 1975 pour devenir une filiale de Peugeot S.A, sous la dénomination de SCMPL, Société de Construction Mécaniques Panhard-Levassor, avec un siège au 18 avenue d'Ivry à Paris. Jean Panhard en est le président de 1965 à 1981.

### Panhard: 1967-2005
À partir de 1967, Panhard ne construit plus de véhicules civils, mais la firme poursuit la production des véhicules militaires blindés dans son usine de Marolles-en-Hurepoix, l'engin blindé de reconnaissance.

### Panhard general défense: 2005-2012
Début 2005, PSA Peugeot Citroën vend la société Panhard aux automobiles Auverland, fondée vingt ans plus tôt par François Servanin, mais conserve le nom prestigieux de « Panhard » pour une éventuelle utilisation civile future. Déjà en 1979, PSA Peugeot-Citroën avait envisagé de ressusciter le nom de « Panhard » pour l'appliquer aux modèles de Chrysler-Europe, avant de choisir finalement Talbot. Le nouvel ensemble prend le nom de « Panhard General Defense » sous la direction de Christian Mons.
En 2010, « Panhard General Defense » déploie une activité de production de véhicules militaires, avec un chiffre d'affaires de 70 millions d'euros en 2007, dix fois plus petit que celui de son concurrent GIAT. Ses véhicules sont en première ligne en Afghanistan, au Kosovo et chaque année lors du défilé du 14 juillet sur les Champs-Élysées. Son catalogue propose une quinzaine de véhicules légers et sa production se monte annuellement à 9 500 véhicules.

### Panhard Défense: 2012-2018
En 2012, « Panhard General Defense » est racheté par Renault Trucks qui appartient au groupe Volvo et devient « Panhard Defense ». En 2016, Volvo avait souhaité vendre ses activités de défense dont Panhard, mais en octobre 2017, le groupe suédois a finalement décidé de retirer son offre, car il n’était pas satisfait des propositions de rachats.

### Les véhicules militaires

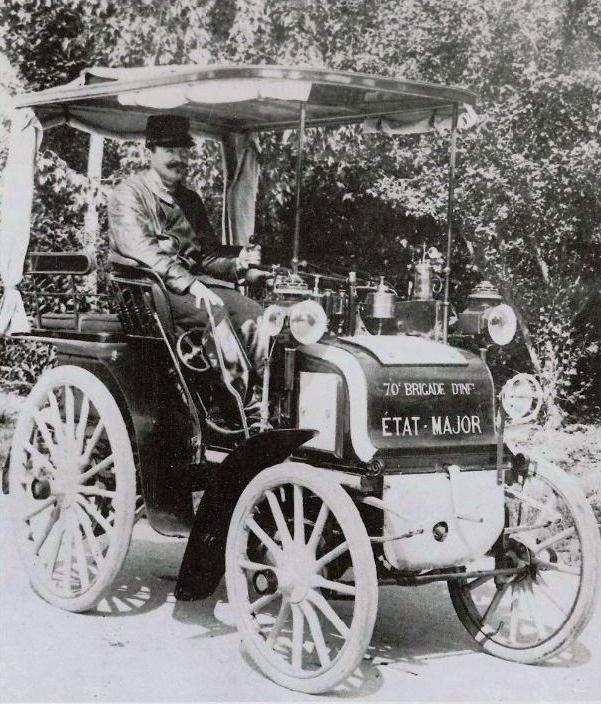
Le premier chauffeur automobiliste militaire, Joseph Journu sur Panhard en 1897 (manœuvres du Sud Ouest, au sein du).

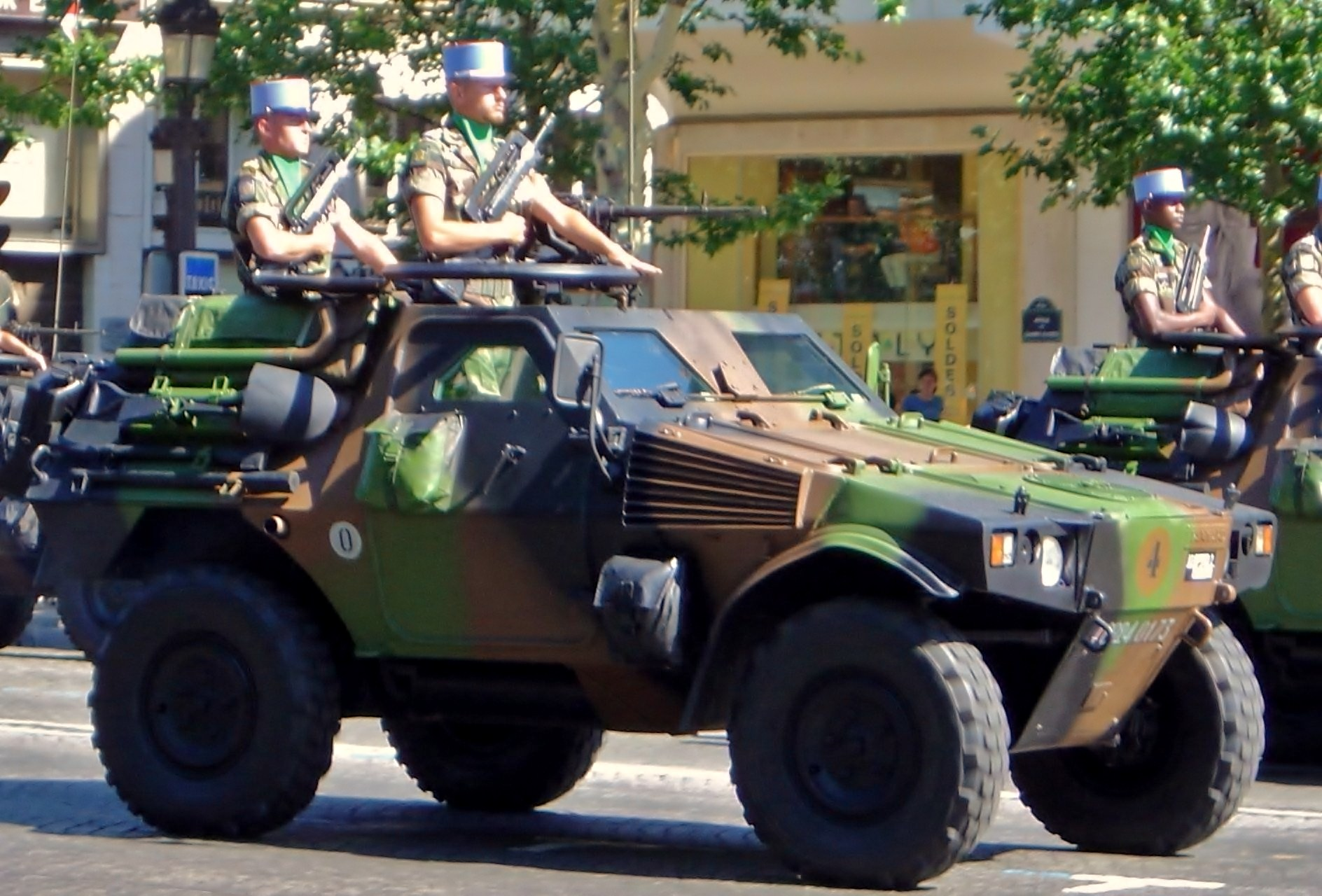
Véhicule VBL.

Panhard développe et produit des véhicules militaires depuis 1906. Détenu par le groupe PSA Peugeot Citroën, Panhard a été cédé en février 2005 à son concurrent Auverland et la nouvelle entité a pris le nom de « Panhard General Defense ».
Panhard comptait un effectif de 350 personnes à la fin 2010 et réalisait plus de 100 millions d'euros de chiffre d'affaires. En octobre 2012, alors qu'elle employait 330 personnes et avait un chiffre d'affaires de 81 millions, elle est rachetée par Renault Trucks Defense et devient « Panhard Defense ».
- Liste (non exhaustive) des véhicules militaires Panhard
  - 1906 à 1911 : Panhard-Genty 24 HP (1906) et Panhard 24 HP (1911), voitures de reconnaissance armée[18]
  - 1911 / 1913-1914 : Châtillon-Panhard, utilitaire lourd pour du transport militaire.
  - 1914 : Panhard 103, automitrailleuse partiellement blindée[19]
  - 1913 : Panhard 105, automobile de guerre blindée[20]
  - 1926 : Panhard 138, automitrailleuse de cavalerie dont dérive le type 165, transformée en voiture de commandement blindée[21],[22].
  - 1926 : Panhard 16 cv X46, automitrailleuse[23]
  - 1930 : Panhard 165/175 TOE, automitrailleuse de découverte[24]
  - 1932 : Camion Blindé Panhard[25]
  - 1935 : Panhard AMD-178 ou AMD 35[26]
  - 1940 : Panhard 201 (prototype)[27] qui donne naissance à l'Engin Blindé de Reconnaissance (EBR, 1951)
  - 1956 : Panhard ETT[28]
  - 1966 : Panhard AML 60/90[29],[30]
  - 1969 : M3 Panhard[29],[31]
  - 1977 : Panhard VCR (en)[29],[32]
  - 1977 : Panhard ERC-90 Sagaie[29]
  - 1985 : production de la Peugeot P4 (1981) sous le nom de « Panhard PL 30 »[29]
  - 1990 : Panhard Véhicule blindé léger (VBL)[29]
  - 2002 : Panhard Petit Véhicule Protégé (PVP)[33]
  - 2005 : Panhard VPS (Véhicule Patrouille Spéciale) dérivée de la Peugeot P4[34],[35],[36]
  - 2010 : prototype Panhard SPHINX Engin blindé de reconnaissance et de combat[37]
  - 2011 : prototype CRAB (Combat Reconnaissance Armoured Buggy)[38]

## Emplacements

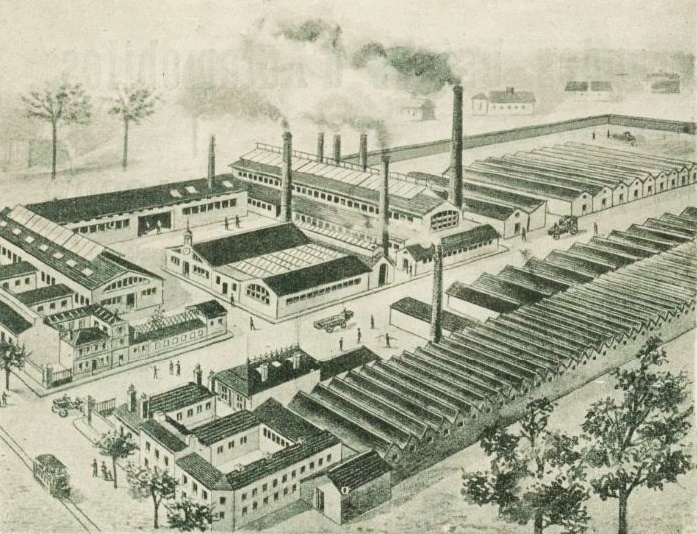
Les usines d'Ivry en 1900.

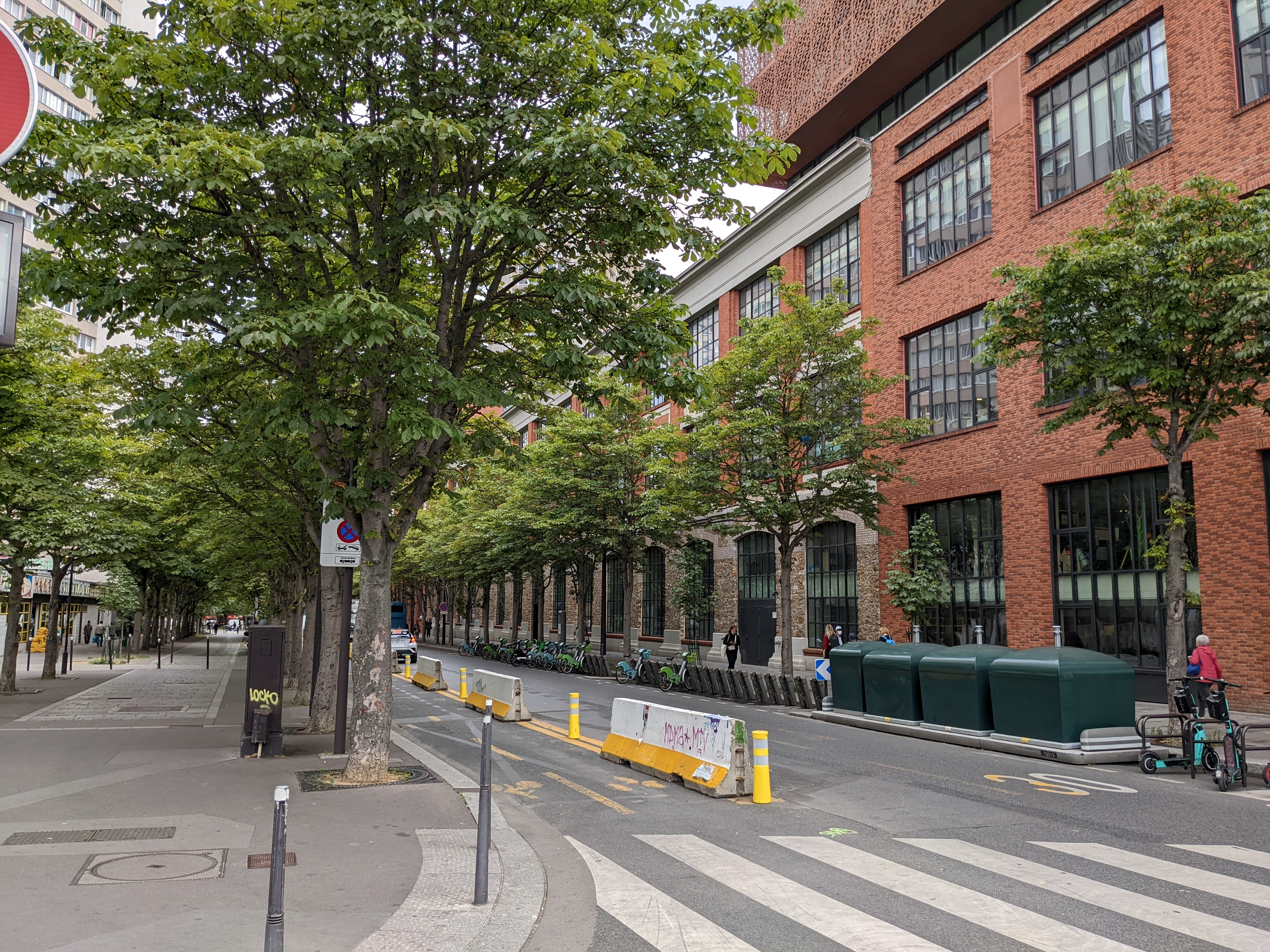
Ancienne usine Panhard réhabilitée.

L'usine historique Panhard et Levassor, construite en 1891, était située dans le 13e arrondissement de Paris, dans un triangle formé par les rues Nationale (no 1 à 11), boulevard Masséna (no 76), avenue d'Ivry (no 2 à 18) et les voies ferrées de la petite ceinture en bordure de la rue Regnault (no 107 à 115),.
À partir du printemps 1970, l'usine est démolie pour laisser place à la construction du grand ensemble Masséna et des tours de la porte de Choisy, dans le cadre de l'opération d'urbanisme Italie 13.
Un seul bâtiment échappe à la destruction, au no 12 avenue d'Ivry (triangle rue Nationale - avenue d'Ivry - rue Regnault). Ce site est réhabilité et transformé à partir de 2007, tout en conservant les façades en brique et les sheds, pour accueillir des bureaux.
Un autre vestige de l'activité Panhard dans ce quartier est l'église Saint-Hippolyte, située avenue de Choisy, construite de 1909 à 1924 sur un terrain de l'usine donné par Hippolyte Panhard.

## Hommage à la marque
- De 1922 à 1958, Alexis Kow, dit « Kow », fut l'affichiste emblématique de la marque[42].
- À la porte du garage, une chanson de Charles Trenet (1955).

### Filmographie
- La saga Panhard, documentaire Histoire automobile de Bernard Saint-Jacques, [voir en ligne], YouTube, consulté le 10 mai 2024 [vidéo].